# 澳門巴士9A路線
澳門巴士9A路線是由新福利經營，往返青茂和旅遊塔的巴士路線。

## 簡介及歷史
- 本線曾開設短線9AX，往返關閘至南灣，後根據澳門政府發出之「道路集體客運公共服務批給合同」補充公佈，在2008年10月15日取消。

- 1990年至1994年期間，9路線設有特班車（本線的前身），由關閘經主教座堂往營地街市。

- 2005年2月1日起，本線延長至澳門旅遊塔。

- 2007年10月20日起，新增停靠「南灣湖景大馬路」站，以方便往來南灣湖水上活動中心的市民。[1][2]

- 2016年1月16日，調整本線服務時間及班距為： 
  - 往旅遊塔方向：服務時間為05:45-01:10，班距為8-12分鐘
  - 往關閘方向：服務時間為06:00-01:30，班距同上

- 2016年3月19日，因調整白朗古將軍大馬路周邊路段的行車安排，取消停靠「提督馬路／白朗古」站，走線改為原線至提督馬路，改經沙梨頭新街、飛喇士街至白朗古將軍大馬路後再按原線行駛。[3]

- 2016年11月18日，因應路面實際情況及客況，安排本線的部分班次以跳站形式運行，若關閘周邊道路擁塞嚴重時，將跳站至“提督馬路／雅廉訪”站後繼續原線行駛。[4]

- 2016年11月21日，為配合南灣湖區一帶的發展，新增停靠「立法會前地」站。同時由雙向線調整為循環線。[5]

- 2017年8月5日，新增停靠「初級法院刑事大樓」臨時站。[6]

- 2017年8月23日，颱風天鴿襲澳，關閘總站受到嚴重風暴潮破壞，本線總站遷往「台山中街」站。

- 2017年9月30日，因應「關閘總站」停用，本線改為「台山中街」站作為臨時總站，新增「紀念孫中山公園」站作落客站。

- 2018年4月28日，本線總站由「台山中街」遷至「菜園涌邊街總站」，取消停靠「紀念孫中山公園」站，新增停靠「牧場街總站」。[7]

- 2018年6月16日，恢復停靠「看台街／騎士馬路」站。

- 2019年8月17日，「青洲坊總站」正式運作，本線有所調整／巴士站改名：
  - 總站由“菜園涌邊街總站”改為“牧場街總站”
  - “菜園涌邊街總站”改名為“鄭觀應公立學校”

- 2020年2月11日，受新型肺炎疫情影響，本線轉用中巴行駛。[8]

- 2020年2月17日，配合特區政府維持基本服務，本線恢復使用大巴行駛。[9]

- 2020年3月12日起，“水坑尾街”站改名為“水坑尾／天神巷”。[10]

- 2022年2月26日起，新增停靠“青茂口岸”站。[11]

- 2022年6月19日首班車起至21:00，因應南灣大馬路德豐大廈和一食店分別實施封控和管控措施，「巴掌圍」站暫停使用。[12][13]

- 2022年6月25日至7月6日，因應高士德大馬路及文第士街進行工程的臨時交通安排，暫不停靠“提督馬路／雅廉訪”、“高士德／連勝”、“高士德／賈伯樂”站，改停靠“市政狗房”、“望廈炮台”、“愉景花園”站。[14]

- 2022年7月11日至17日，因實施「全澳相對靜止管理」措施，本線暫停營運。[15]

- 2022年7月18日至22日，因宣佈延長“相對靜止管理”措施，本線維持上述措施。[16]

- 2022年7月23日起，因“相對靜止管理”結束，本線恢復營運。[17]

- 2023年1月19日，因應「初級法院刑事大樓」站長時間臨時停用，新增停靠“西灣湖街臨時站”。[18]

- 2024年10月19日，延長行程，總站調整至“青茂／白朗古”站。[19]

## 使用車輛
2021年1月4日前：
- 蘇州金龍KLQ6115GQ
- 蘇州金龍KLQ6108GQ30（額外派車）

2021年1月4日起：
- 蘇州金龍KLQ6109GQHEV5

2022年5月起：
- 蘇州金龍KLQ6109GQHEV5
- 蘇州金龍KLQ6108GQ28E4

2021年6月22日起：
- 蘇州金龍KLQ6109GQHEV5

2022年8月起：
- 蘇州金龍KLQ6109GQHEV5
- 蘇州金龍KLQ6108GQ28E4

2022年9月15日起：
- 蘇州金龍KLQ6109GQHEV5
- 蘇州金龍KLQ6108GQ28E4
- 蘇州金龍KLQ6108GQE5

2022年9月26日起：
- 蘇州金龍KLQ6109GQHEV5
- 蘇州金龍KLQ6108GQ28E4

2022年10月1日起：
- 蘇州金龍KLQ6109GQHEV5
- 蘇州金龍KLQ6108GQ28E4
- 蘇州金龍KLQ6116GHEV

2022年10月5日起：
- 蘇州金龍KLQ6109GQHEV5
- 蘇州金龍KLQ6116GHEV

2022年10月11日起：
- 蘇州金龍KLQ6109GQHEV5
- 蘇州金龍KLQ6116GHEV
- 蘇州金龍KLQ6108GQ28E4
- 蘇州金龍KLQ6108GQE5

2022年10月18日起：
- 蘇州金龍KLQ6109GQHEV5
- 蘇州金龍KLQ6116GHEV
- 蘇州金龍KLQ6108GQ28E4
- 蘇州金龍KLQ6108GQE5
- 蘇州金龍KLQ6108GQ30

2022年10月26日起：
- 蘇州金龍KLQ6109GQHEV5
- 蘇州金龍KLQ6116GHEV
- 蘇州金龍KLQ6108GQ28E4
- 蘇州金龍KLQ6108GQE5
- 蘇州金龍KLQ6108GQ28

2022年12月12日起：
- 蘇州金龍KLQ6109GQHEV5

2023年1月9日起：
- 蘇州金龍KLQ6109GQHEV5
- 蘇州金龍KLQ6108GQ28E4

2023年4月起：
- 蘇州金龍KLQ6109GQHEV5
- 蘇州金龍KLQ6108GQ28E4
- 蘇州金龍KLQ6115GQ

2023年6月起：
- 蘇州金龍KLQ6109GQHEV5
- 蘇州金龍KLQ6116GHEV1
- 蘇州金龍KLQ6116GHEV2

2024年1月起：
- 蘇州金龍KLQ6115GQ
- 蘇州金龍KLQ6109GQHEV5
- 蘇州金龍KLQ6116GHEV1
- 蘇州金龍KLQ6116GHEV2

2024年6月起：
- 蘇州金龍KLQ6115GQ
- 蘇州金龍KLQ6116GHEV1
- 蘇州金龍KLQ6116GHEV2

2024年11月起：
- 蘇州金龍KLQ6116GHEV
- 蘇州金龍KLQ6116GHEV2

## 電牌
| 往台山方向                    | 往台山方向       | 往台山方向 |
| 日期                          | 頭牌             | 圖例       |
| ----------------------------- | ---------------- | ---------- |
| 2017年8月23日前               | 關閘             |            |
| 2017年8月23日至2017年9月30日  | 台山中街         |            |
| 2017年9月30日至2018年4月28日  | 孫中山公園       |            |
| 2018年4月28日至2019年8月17日  | 菜園涌邊街       |            |
| 2019年8月17日至2024年10月18日 | 牧場街（近關閘） |            |
| 2024年10月19日起              | 青茂             |            |
| 往旅遊塔方向                  |                  |            |
| 日期                          | 頭牌             | 圖例       |
| 開線至今                      | 旅遊塔           |            |

## 路線資料

### 收費
| 收費類別     | 收費類別                      | 收費類別             | 費用 |
| ------------ | ----------------------------- | -------------------- | ---- |
| 現金         | 現金                          | 現金                 | $6.0 |
| 境外支付工具 | 支付寶（內地及香港）          | 支付寶（內地及香港） | $6.0 |
| 境外支付工具 | 雲閃付 非綁定澳門銀聯卡       |                      | $6.0 |
| 境外支付工具 | 微信支付（內地及香港）        |                      | $6.0 |
| 境外支付工具 | 交通聯合 非澳門發行的全國通卡 |                      | $6.0 |
| 境內支付工具 | 澳門通                        | 全民卡               | $3.0 |
| 境內支付工具 | 澳門通                        | 學生卡               | $1.5 |
| 境內支付工具 | 澳門通                        | 長者卡               | 免費 |
| 境內支付工具 | 澳門通                        | 殘疾卡               | 免費 |
| 境內支付工具 | 聚易用＋                      | 聚易用＋             | $3.0 |

### 服務時間及班距
| 服務時間                     | 服務時間     | 每天        |
| ---------------------------- | ------------ | ----------- |
| 青茂／白朗古                 | 青茂／白朗古 | 05:45-01:10 |
| 班距                         | 尖峰         | 8-12分鐘    |
| 班距                         | 離峰         | 12-18分鐘   |
| 懸掛8號風球後1小時開出尾班車 |              |             |

### 路線停站
| 9A   | 青茂 ↺ 旅遊塔 | 青茂 ↺ 旅遊塔                 | 青茂 ↺ 旅遊塔 |
| 序號 | 循環線        | 循環線                        | 循環線        |
| 序號 | 站號          | 站名                          | 出入境口岸    |
| 1    | M23           | 青茂／白朗古                  | 青茂口岸      |
| 2    | M4/2          | 鄭觀應公立學校                |               |
| 3    | M225          | 看台街／騎士馬路              |               |
| 4    | M229          | 三角花園                      |               |
| 5    | M16/2         | 提督馬路／雅廉訪              |               |
| 6    | M98           | 高士德／連勝                  |               |
| 7    | M88           | 高士德／賈伯樂                |               |
| 8    | M73/1         | 得勝花園                      |               |
| 9    | M270/2        | 塔石體育館                    |               |
| 10   | M153          | 水坑尾／公共行政大樓          |               |
| 11   | M168          | 八角亭                        |               |
| 11   | M173          | 約翰四世大馬路 （賽車期間停靠 |               |
| 12   | M172/5        | 亞馬喇前地                    |               |
| 13   | M187          | 區華利前地                    |               |
| 14   | M199          | 南灣湖景大馬路                |               |
| 15   | M178          | 立法會前地                    |               |
| 16   | M177          | 澳門旅遊塔                    |               |
| 17   | M176          | 初級法院刑事大樓              |               |
| 18   | M181          | 燒灰爐                        |               |
| 19   | M179          | 巴掌圍                        |               |
| 20   | M68           | 葡京路                        |               |
| 21   | M144/3        | 水坑尾／天神巷                |               |
| 22   | M76/2         | 盧廉若公園                    |               |
| 23   | M84/1         | 高士德／培正                  |               |
| 24   | M91           | 高士德／亞利鴉架街            |               |
| 25   | M19           | 白朗古將軍馬路                |               |
| 26   | M10           | 台山街市                      |               |
| 27   | M8/1          | 巴波沙大馬路                  |               |
| 28   | M18/10        | 牧場街總站                    |               |
| 29   | M67           | 青茂口岸                      | 青茂口岸      |
| 30   | M23           | 青茂／白朗古                  | 青茂口岸      |

## 客量
- 根據2020年公報，本線在2019年度尖峰時段共開出40,008班次，乘車人次為3,068,913人次，平均每班接載76.7人次。

## 爭議
- 交通事務局自10月19日起於白朗古將軍大馬路增設“青茂/白朗古”站，以及同步調整9A路線以該站點為總站。有市民反映因站場內巴士倒車會發出安全警示聲響，干擾到附近住戶，交通事務局在接獲意見後已即時作出跟進，在10月22日隨即調整場內的巴士運作及泊位安排，以避免公共巴士因倒車運作而發出聲響的情況。交通事務局方並於現場設置意見收集箱，以能有效收集公眾意見並作出跟進。[20][21]

## 重大意外
2007年6月17日，一輛9A路線三菱Rosa小巴駛至水坑尾街巴士站時，懷疑連接油箱的油喉爆裂，導致大量燃油流出，車長迅速疏散車廂內乘客並報警求助。由於路面遺下近百米油漬，水坑尾街往荷蘭園方向行車需要封閉超過1小時，直至路面油污全面清理完畢重開。

## 圖片集

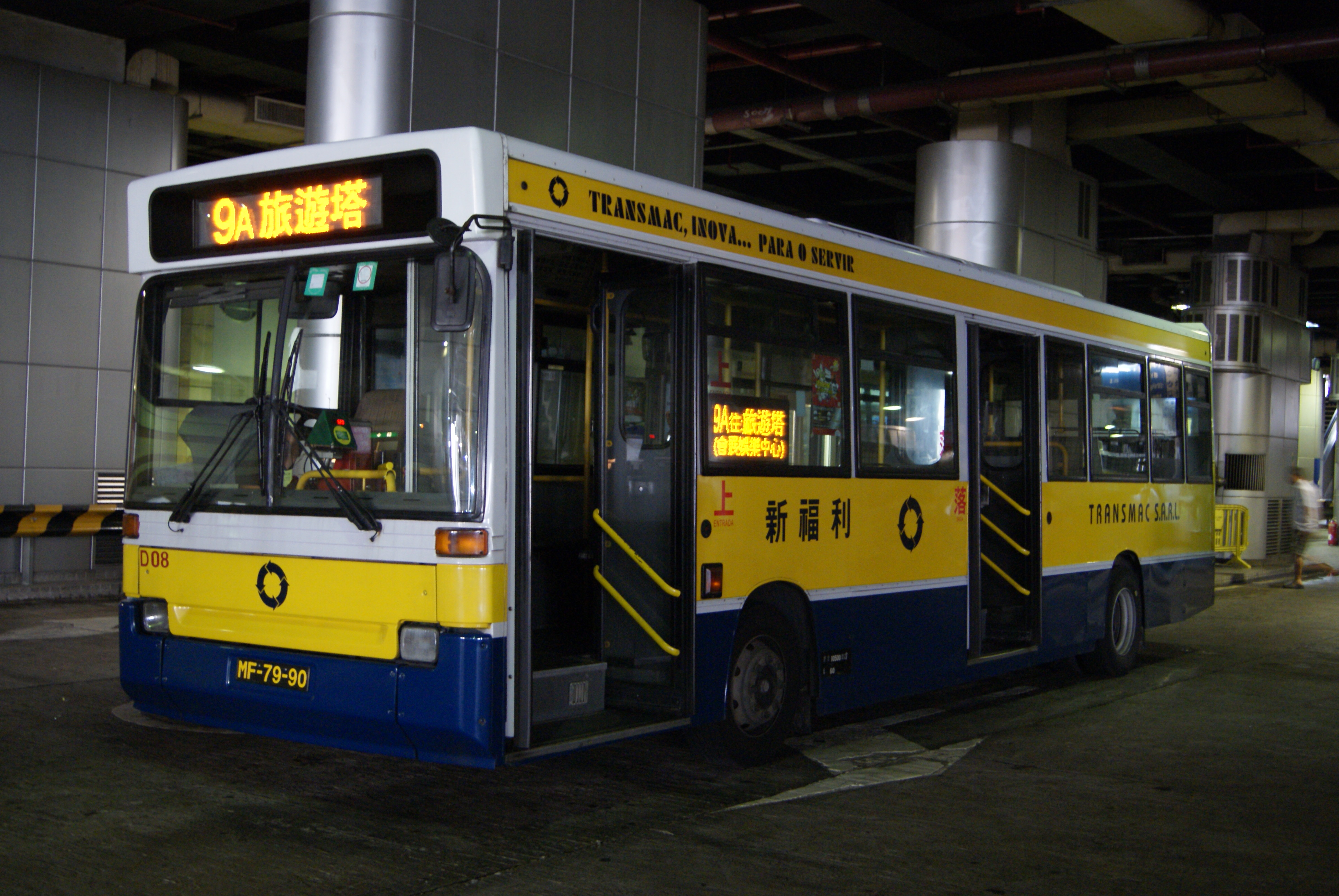
丹尼士飛鏢
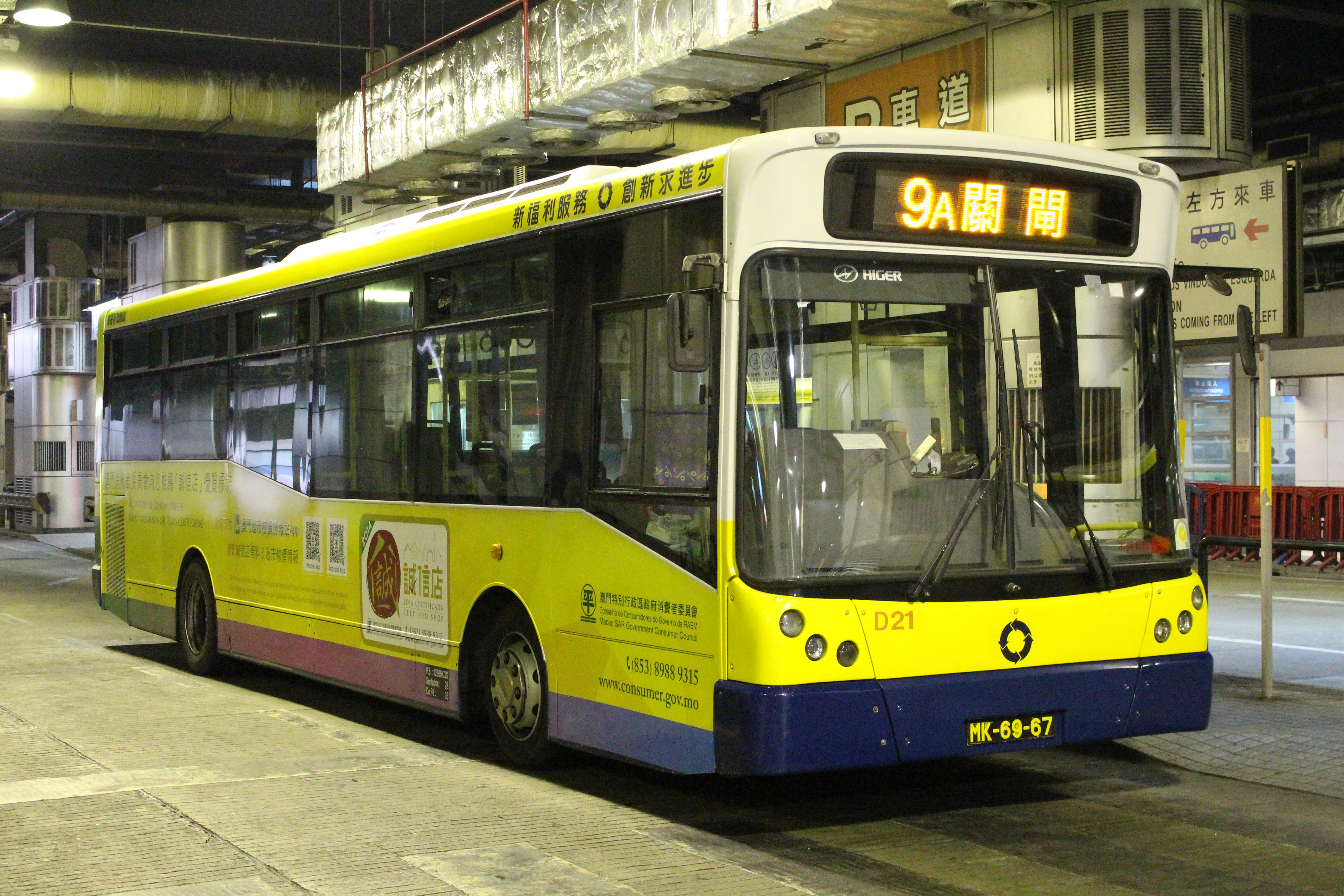
丹尼士飛鏢SLF
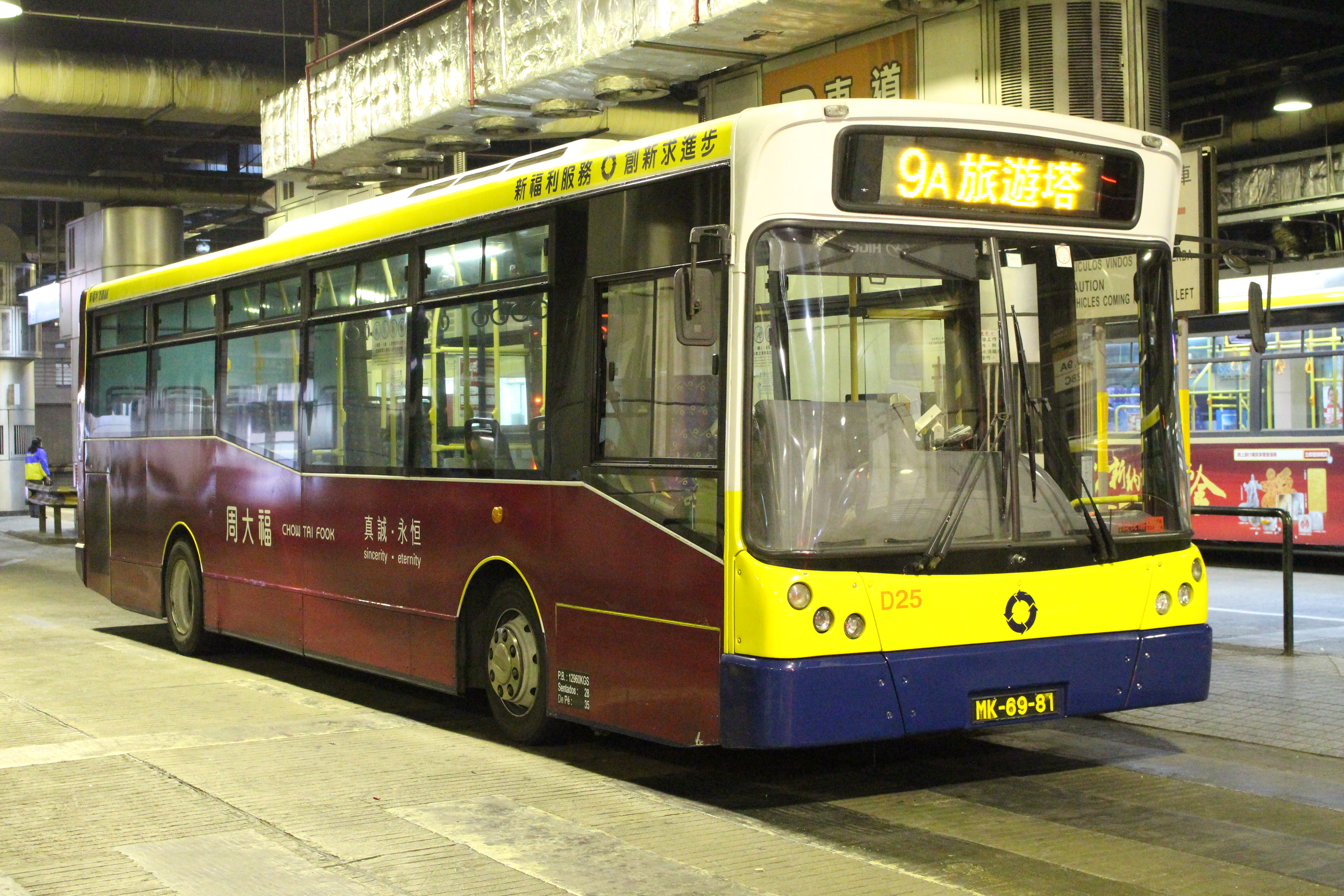
丹尼士飛鏢SLF
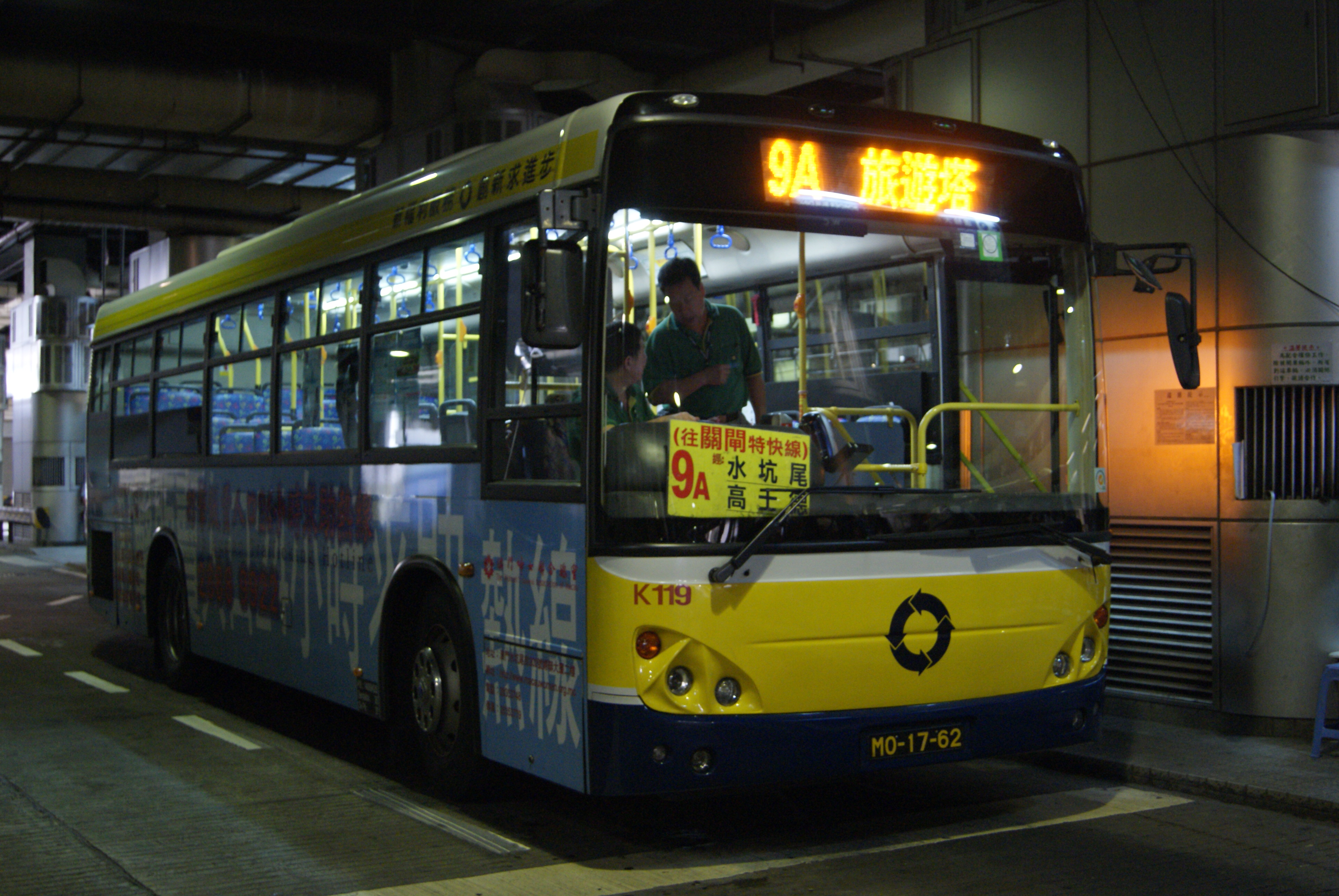
蘇州金龍KLQ6930GE3
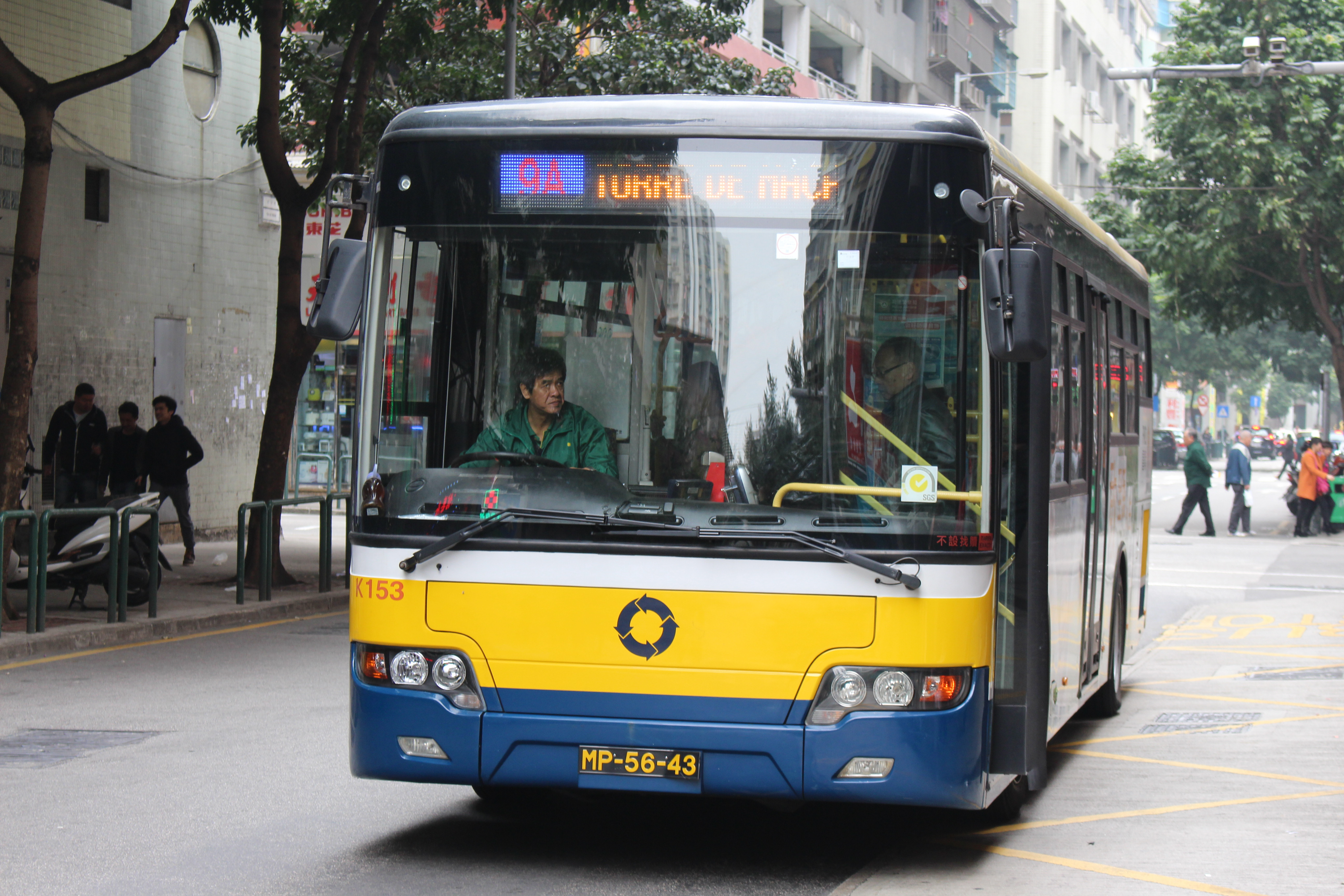
蘇州金龍KLQ6108GQ30
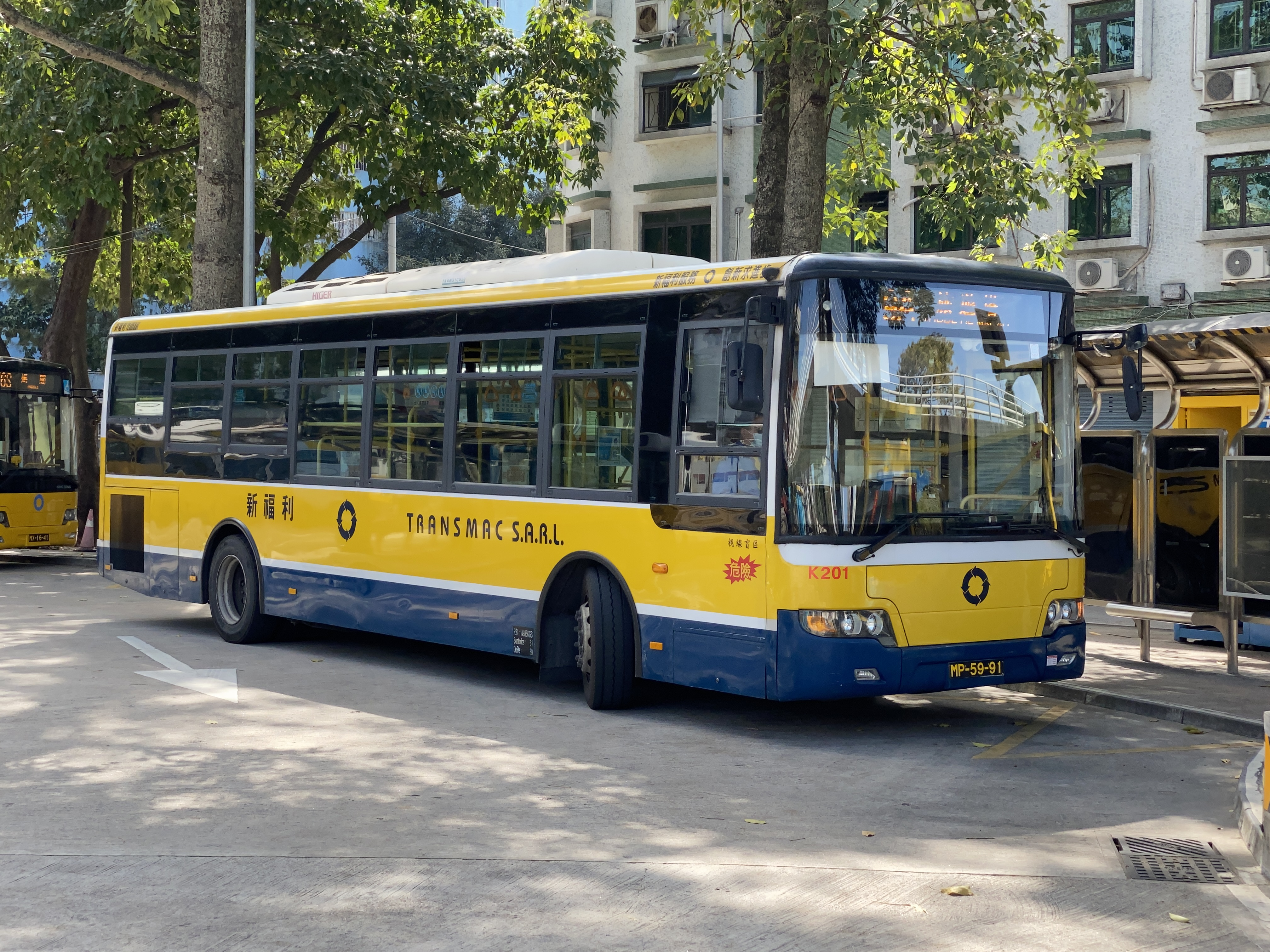
蘇州金龍KLQ6108GQ30
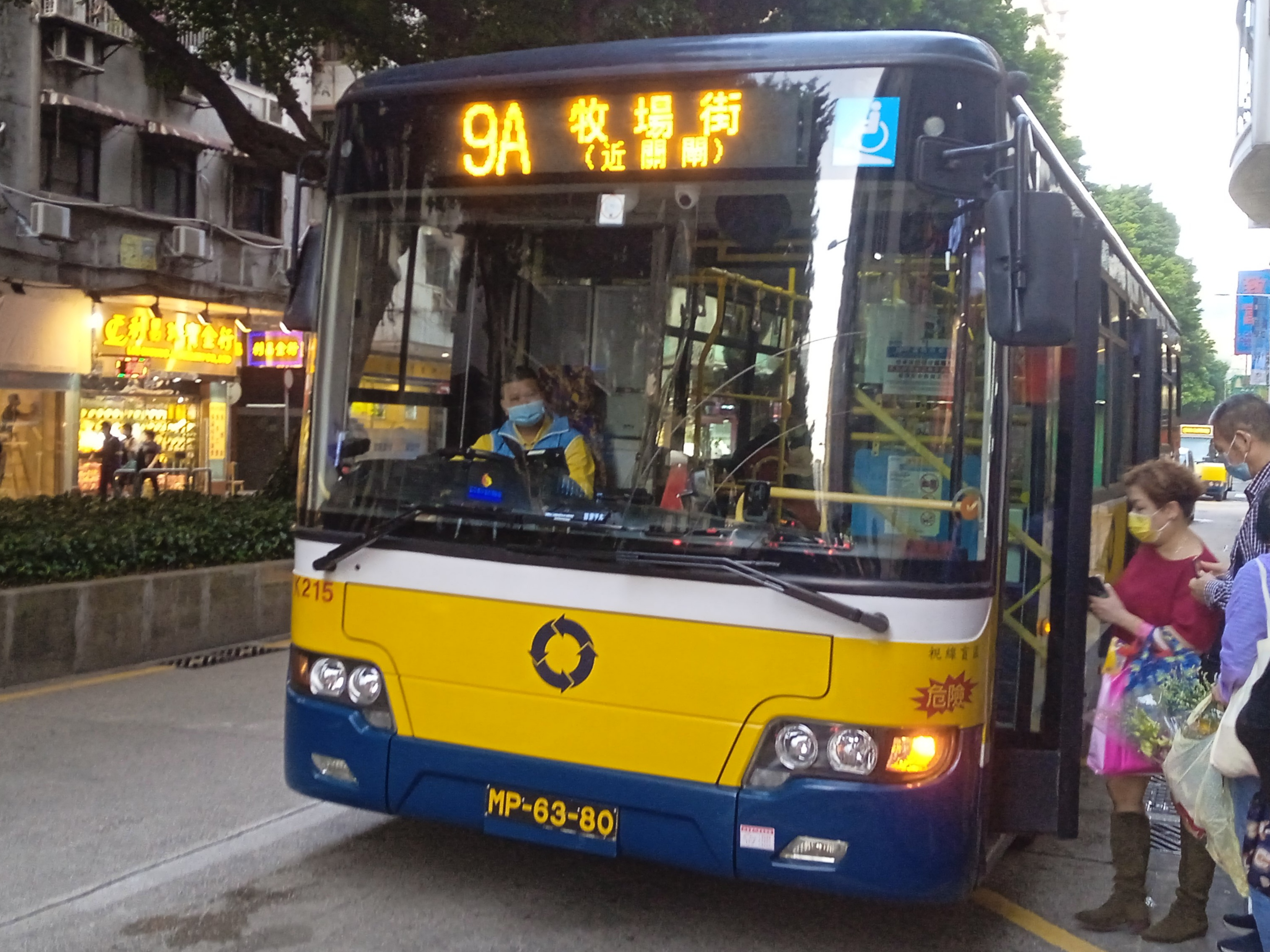
蘇州金龍KLQ6108GQ28
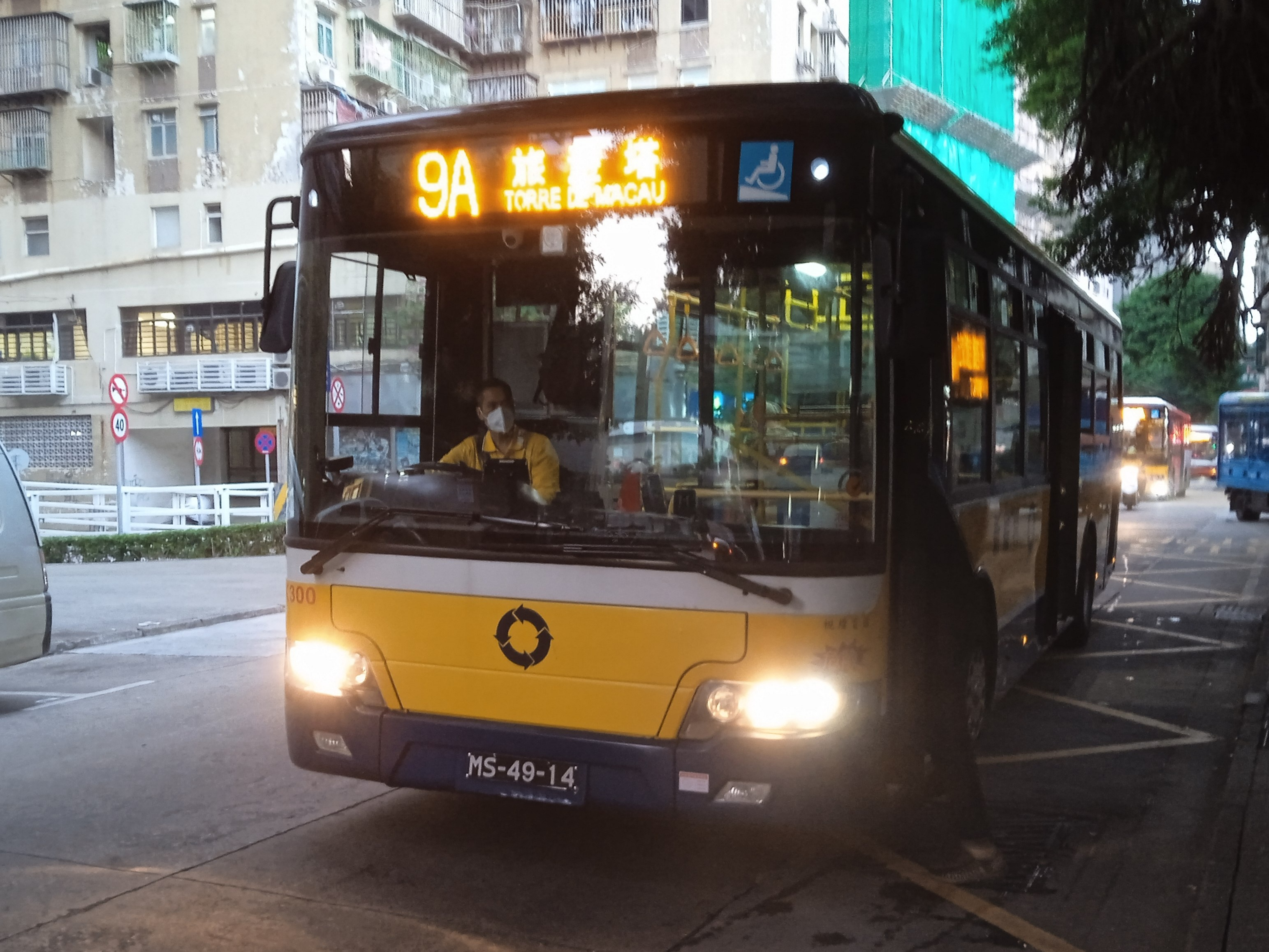
蘇州金龍KLQ6108GQ28E4
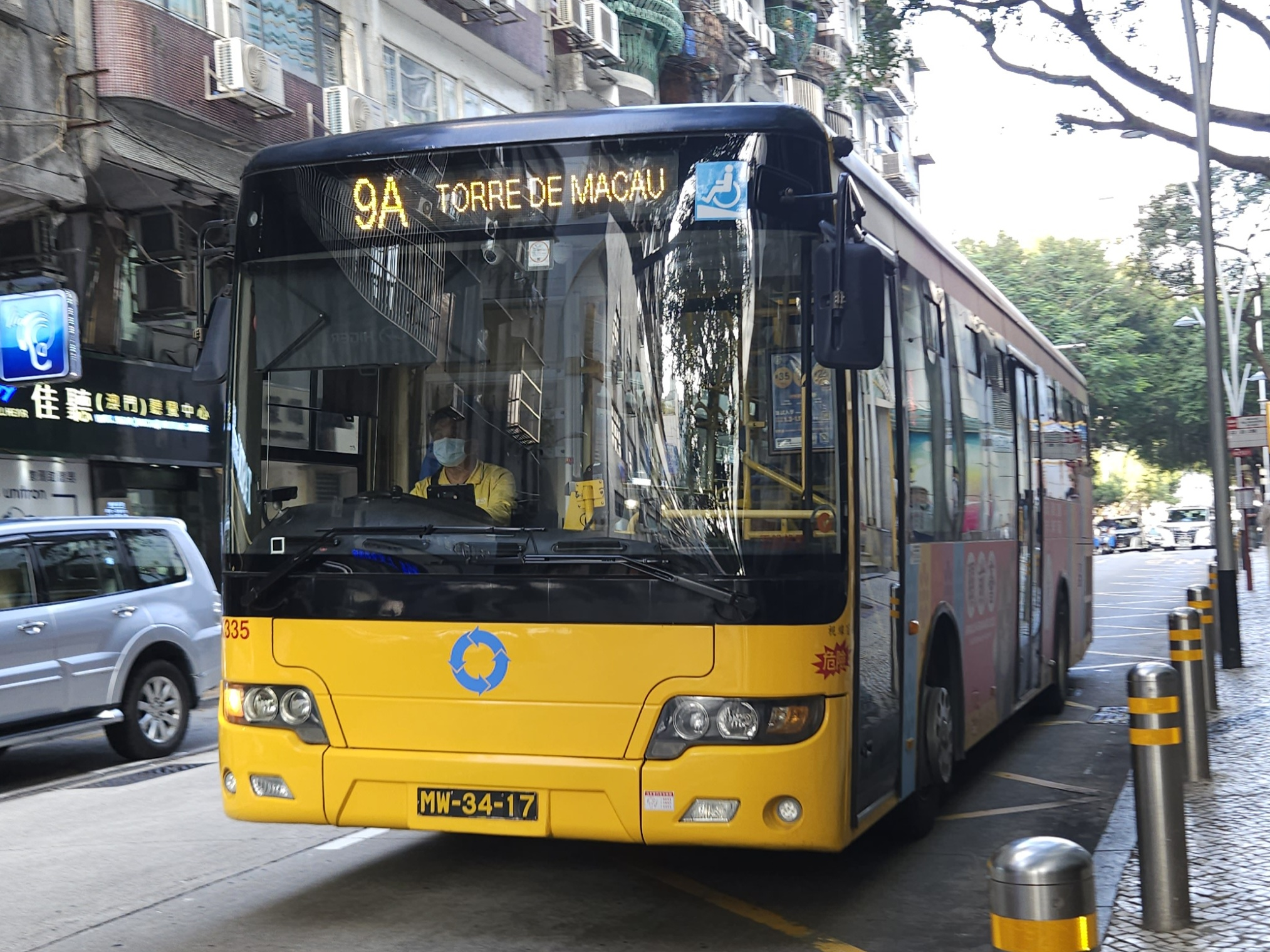
蘇州金龍KLQ6108GQ28E4
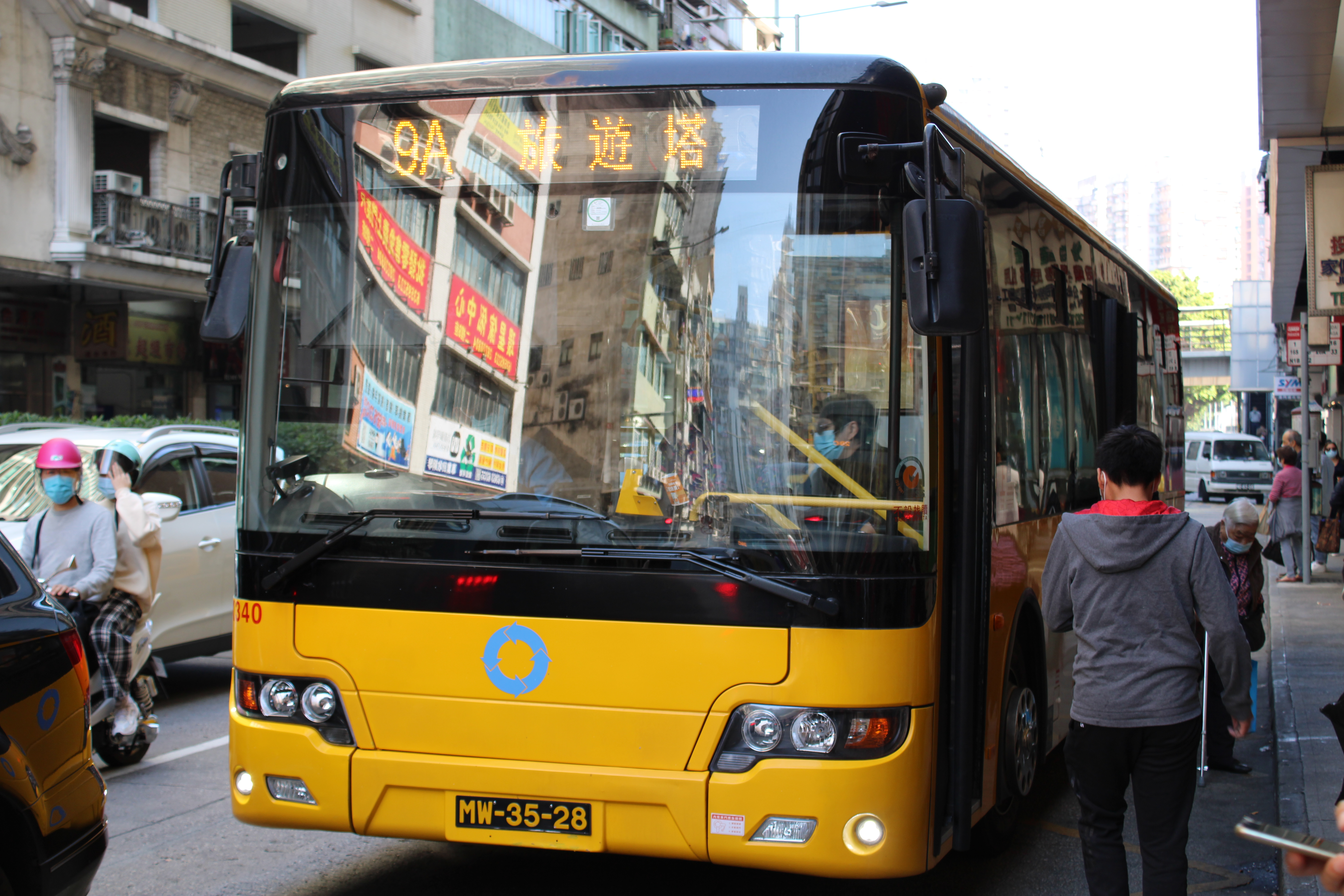
蘇州金龍KLQ6108GQ28E4
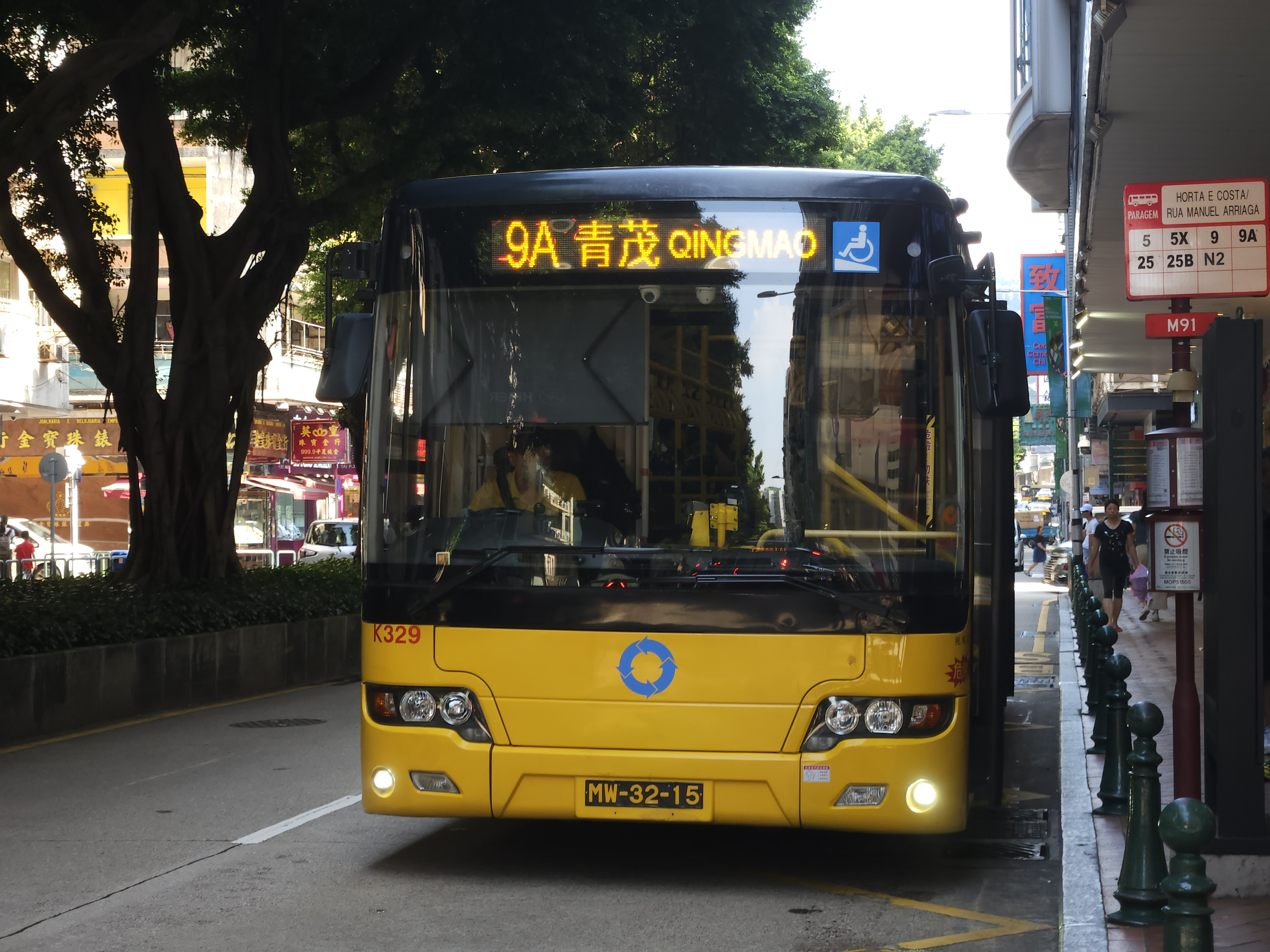
蘇州金龍KLQ6108GQ28E4
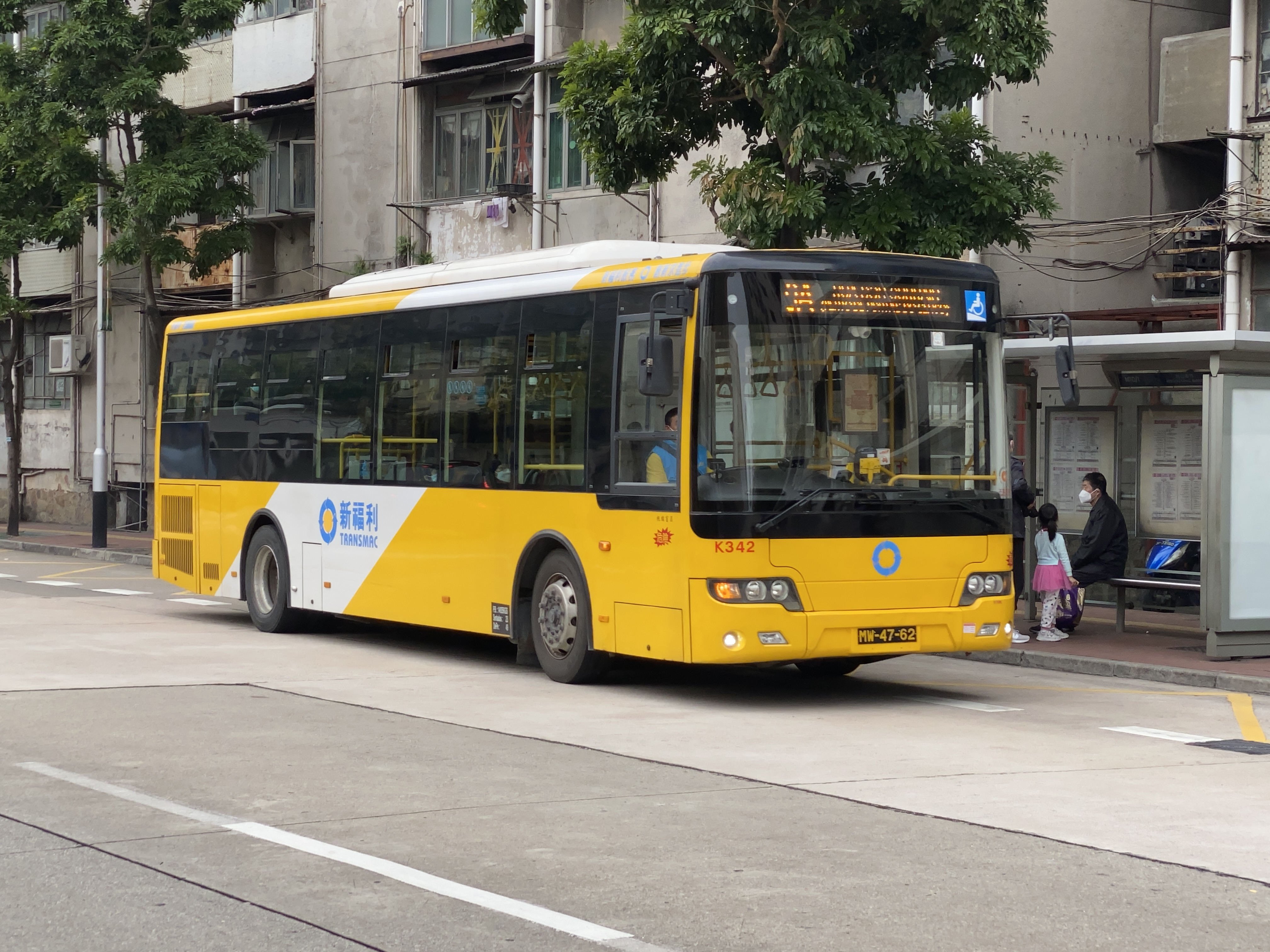
蘇州金龍KLQ6108GQE5
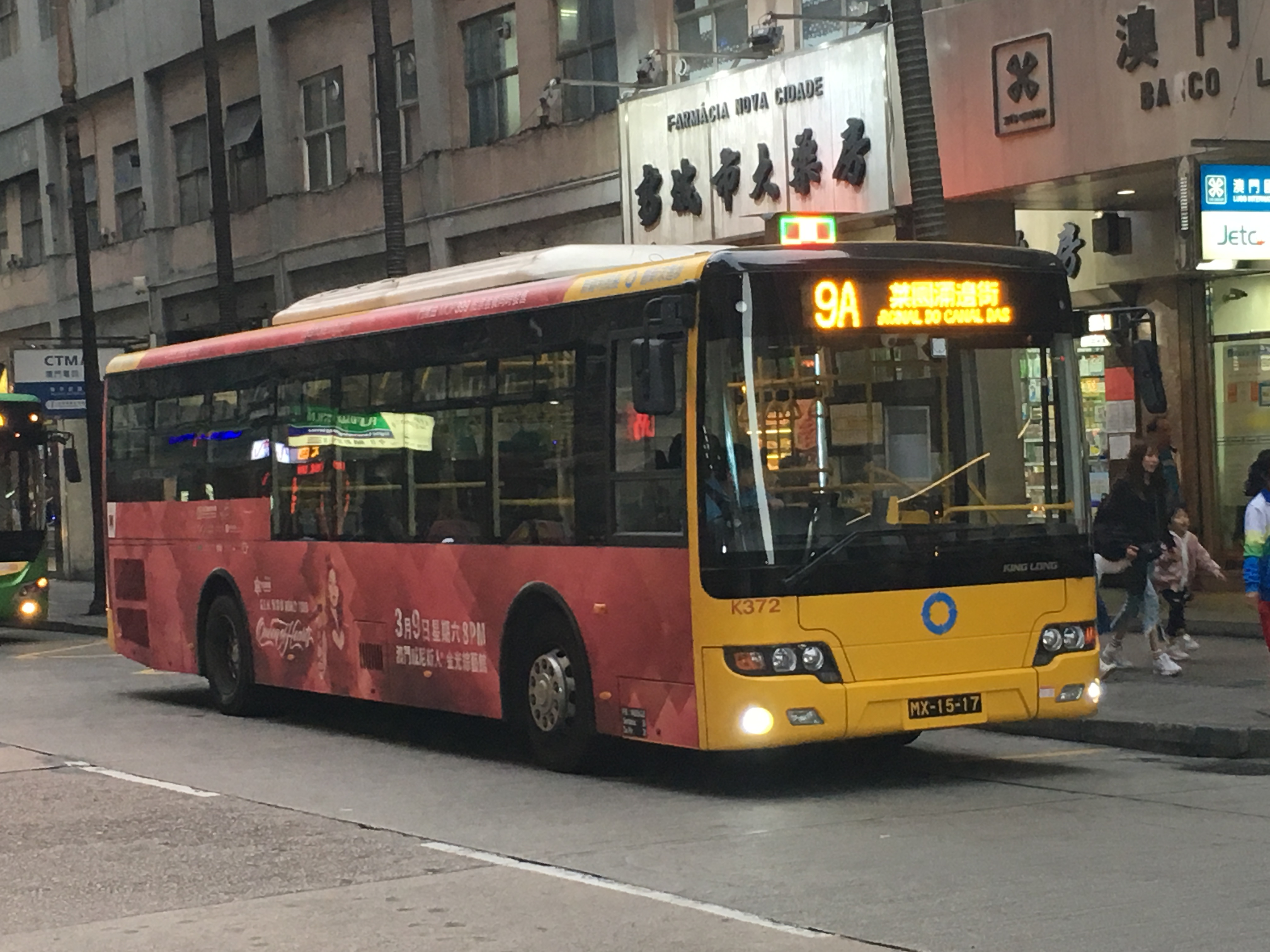
蘇州金龍KLQ6108GQE5
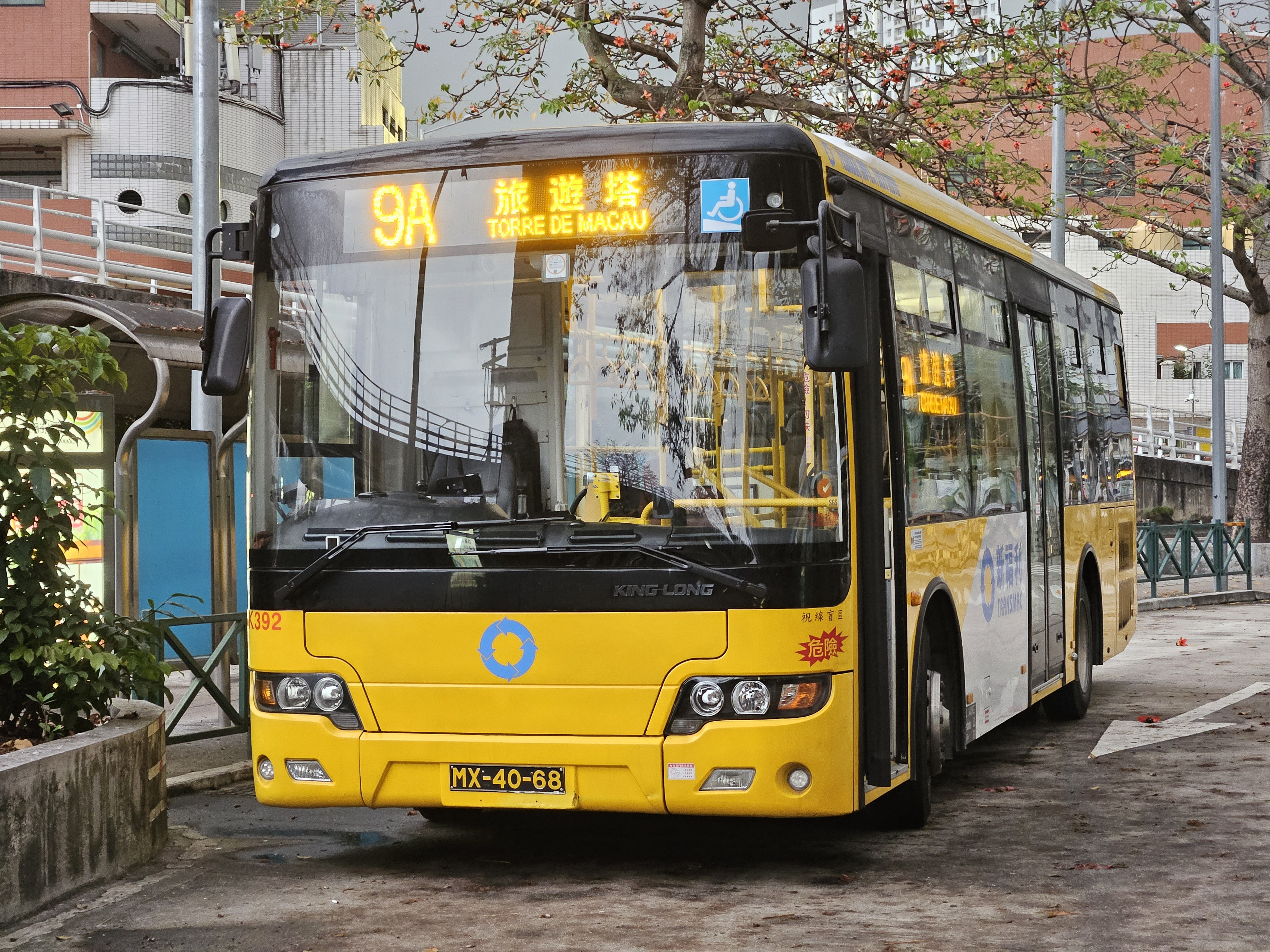
蘇州金龍KLQ6960GQE5
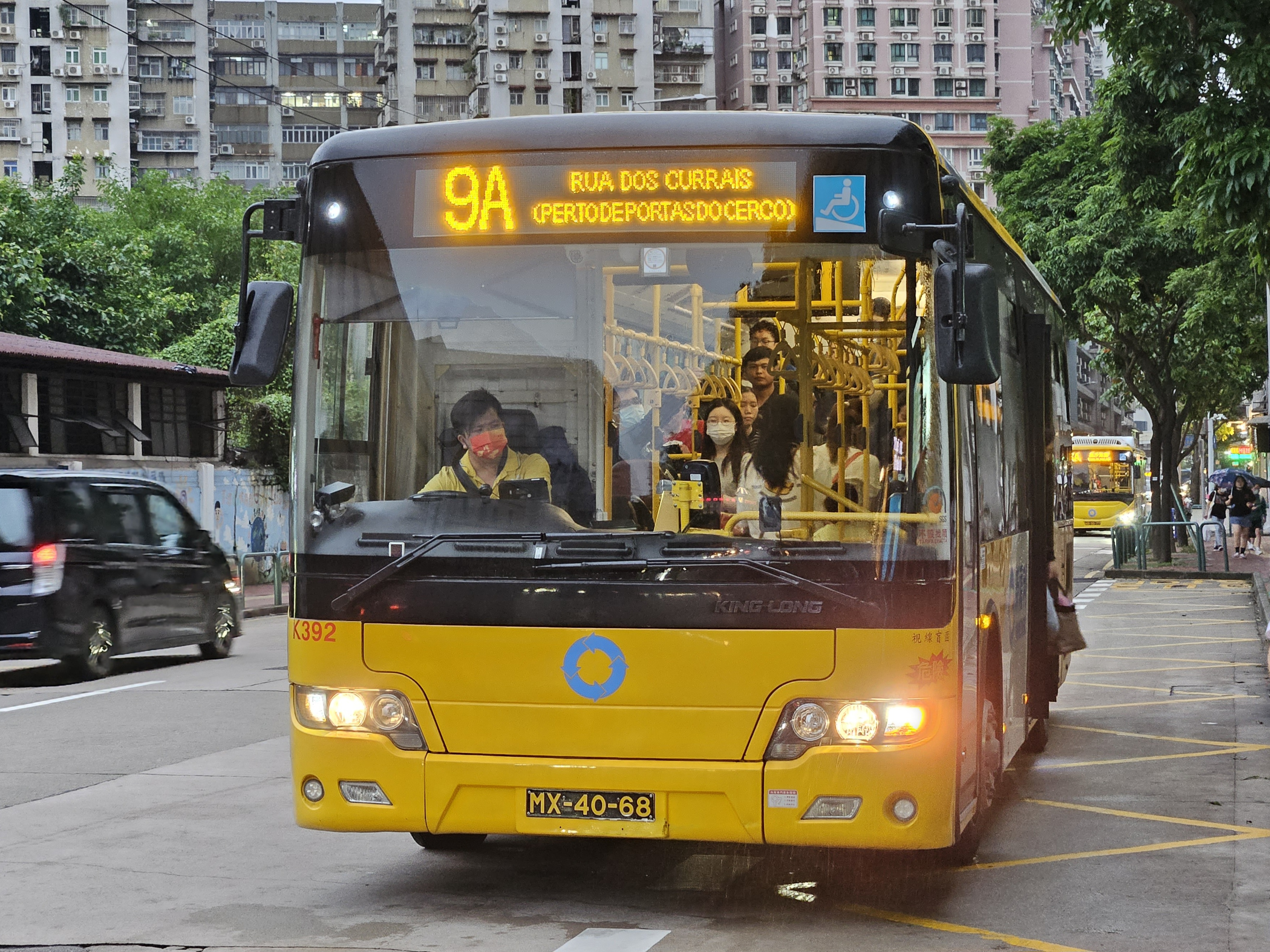
蘇州金龍KLQ6960GQE5
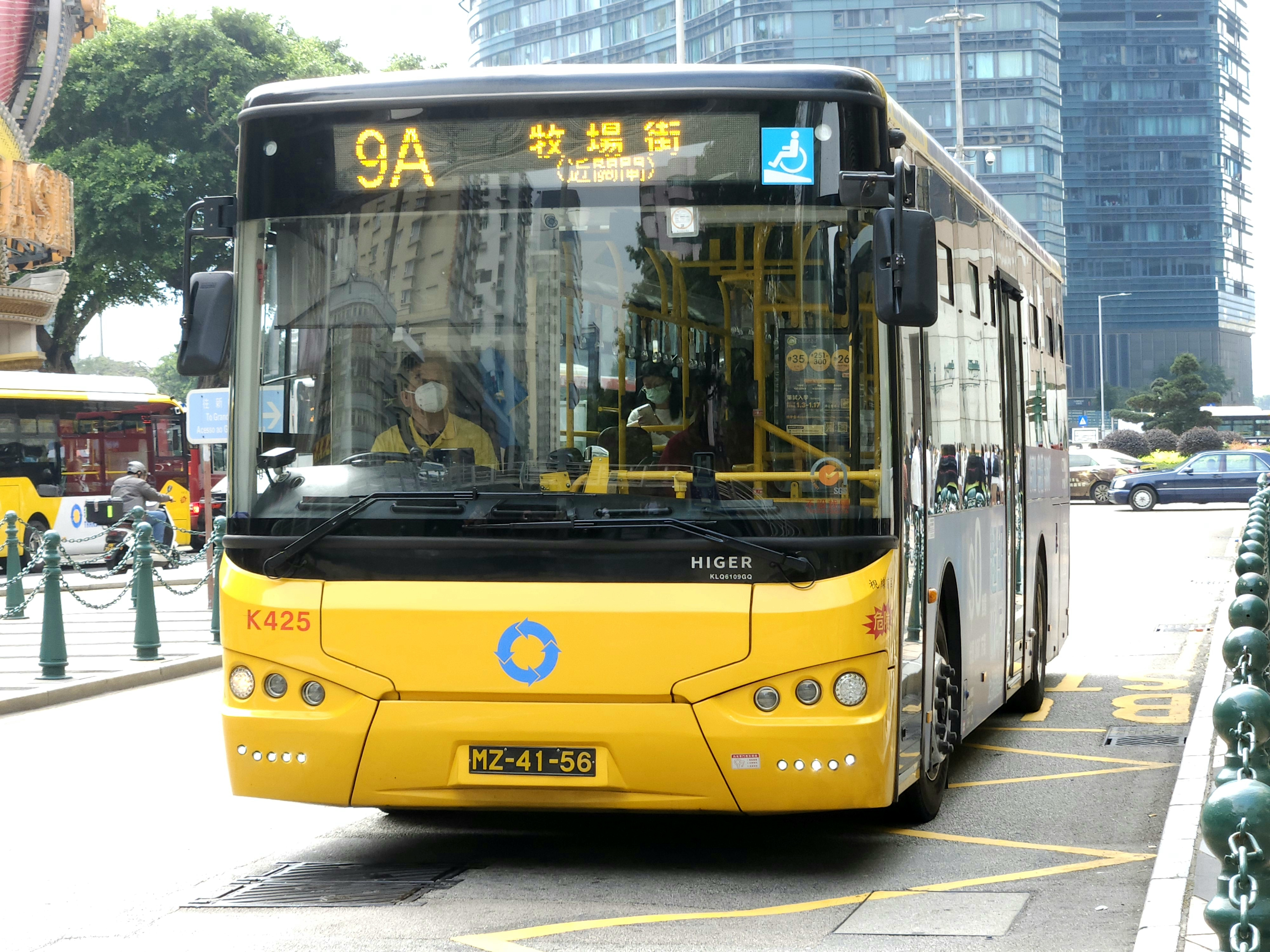
蘇州金龍KLQ6109GQ
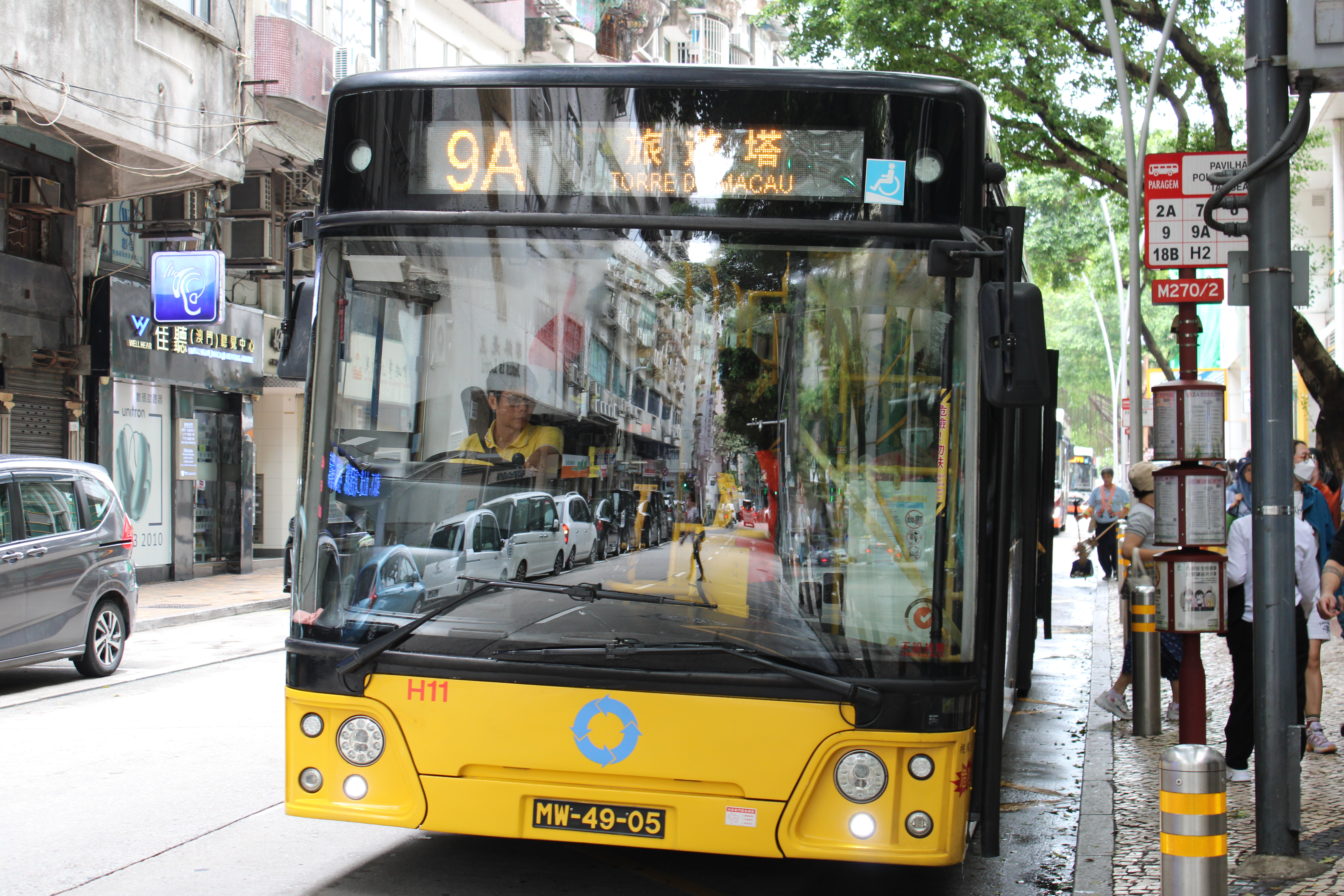
蘇州金龍KLQ6115GQ
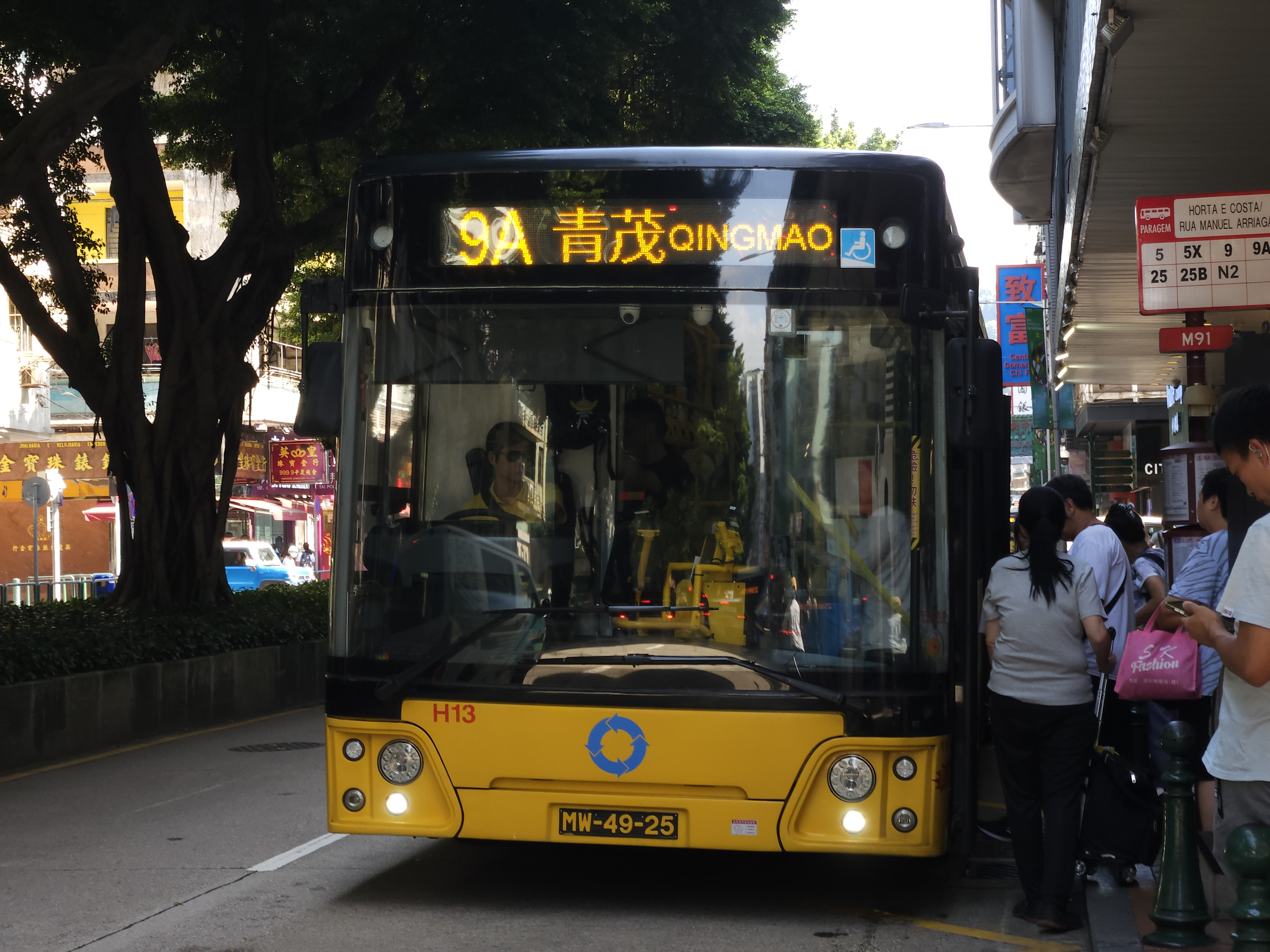
蘇州金龍KLQ6115GQ
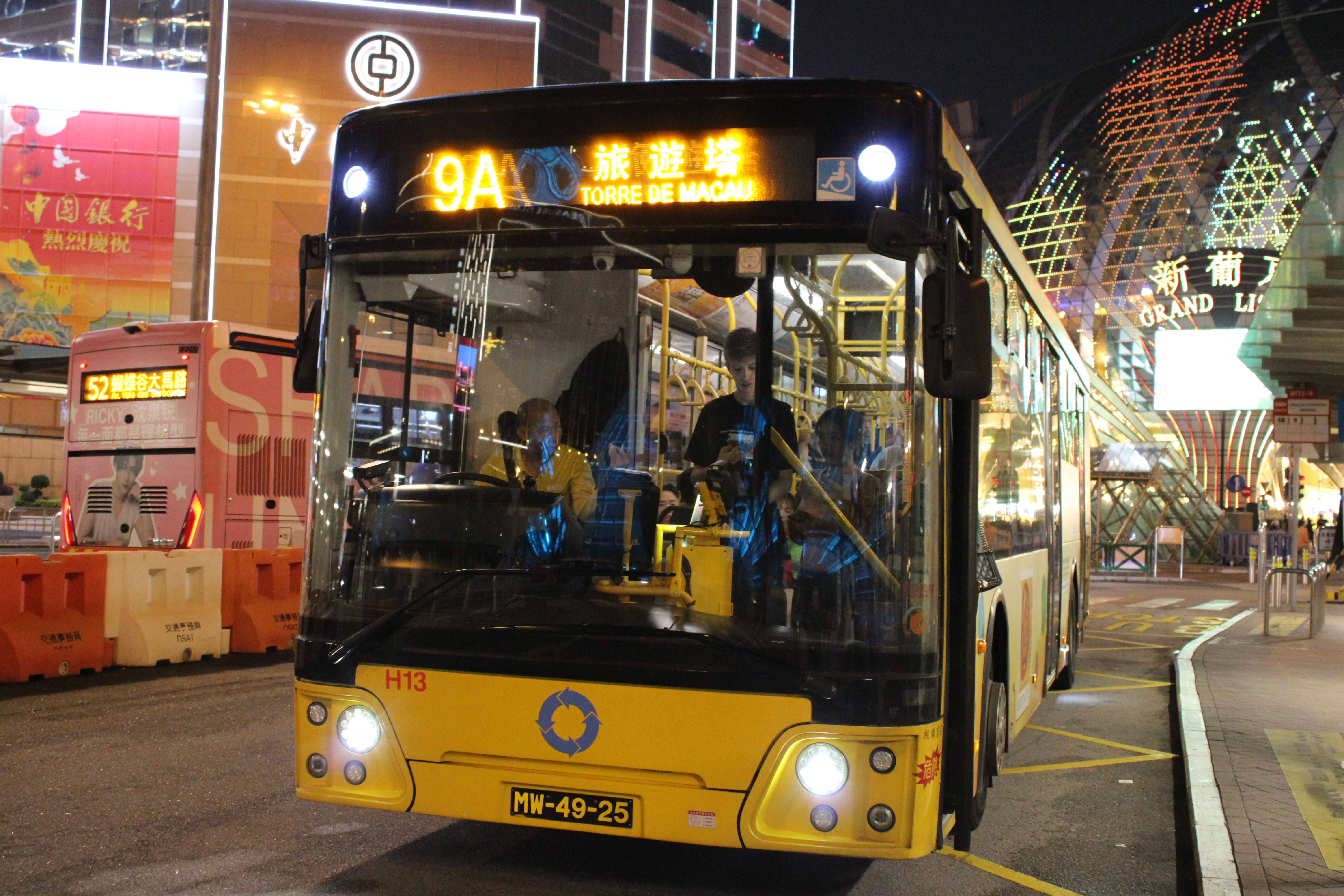
蘇州金龍KLQ6115GQ
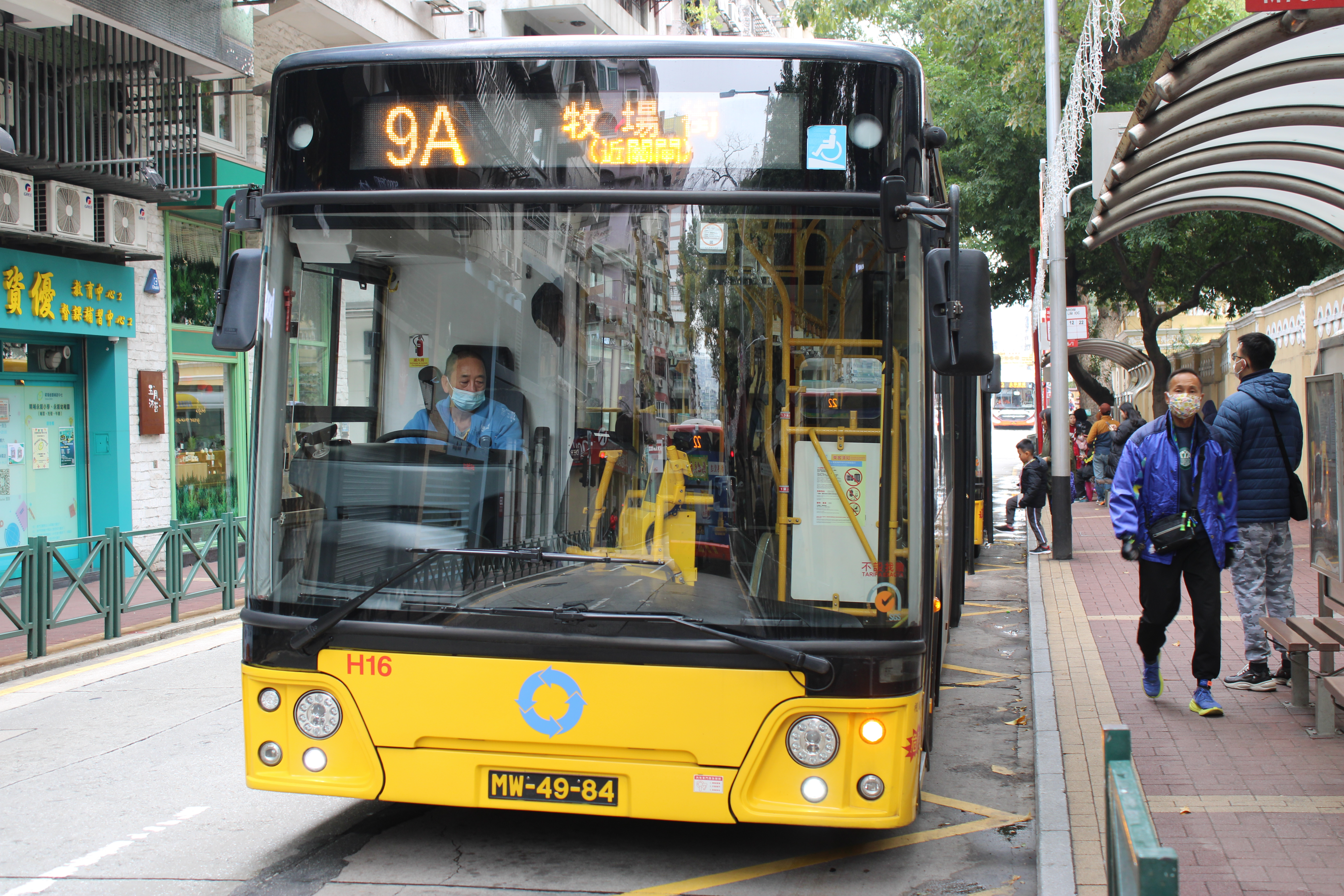
蘇州金龍KLQ6115GQ
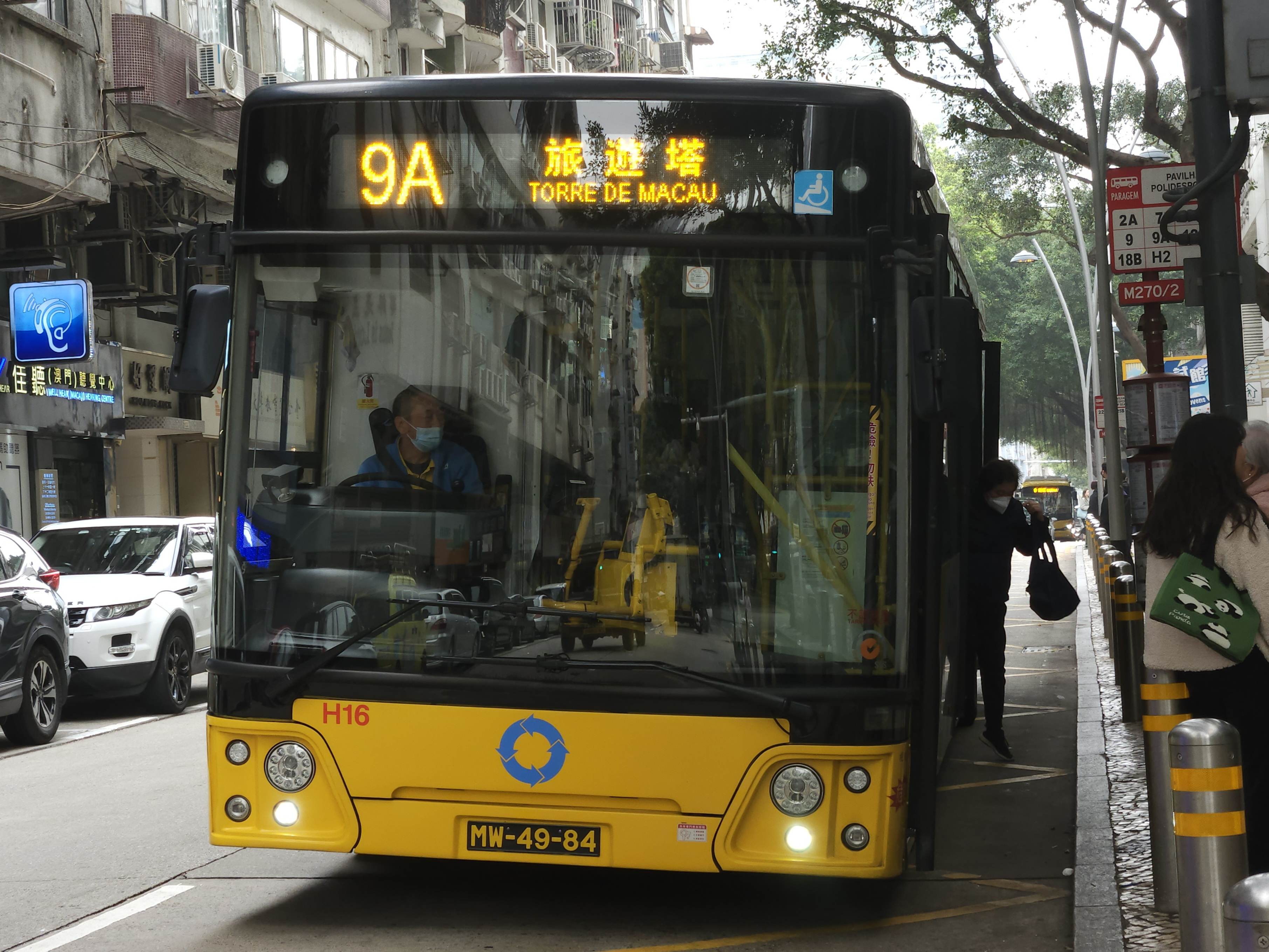
蘇州金龍KLQ6115GQ
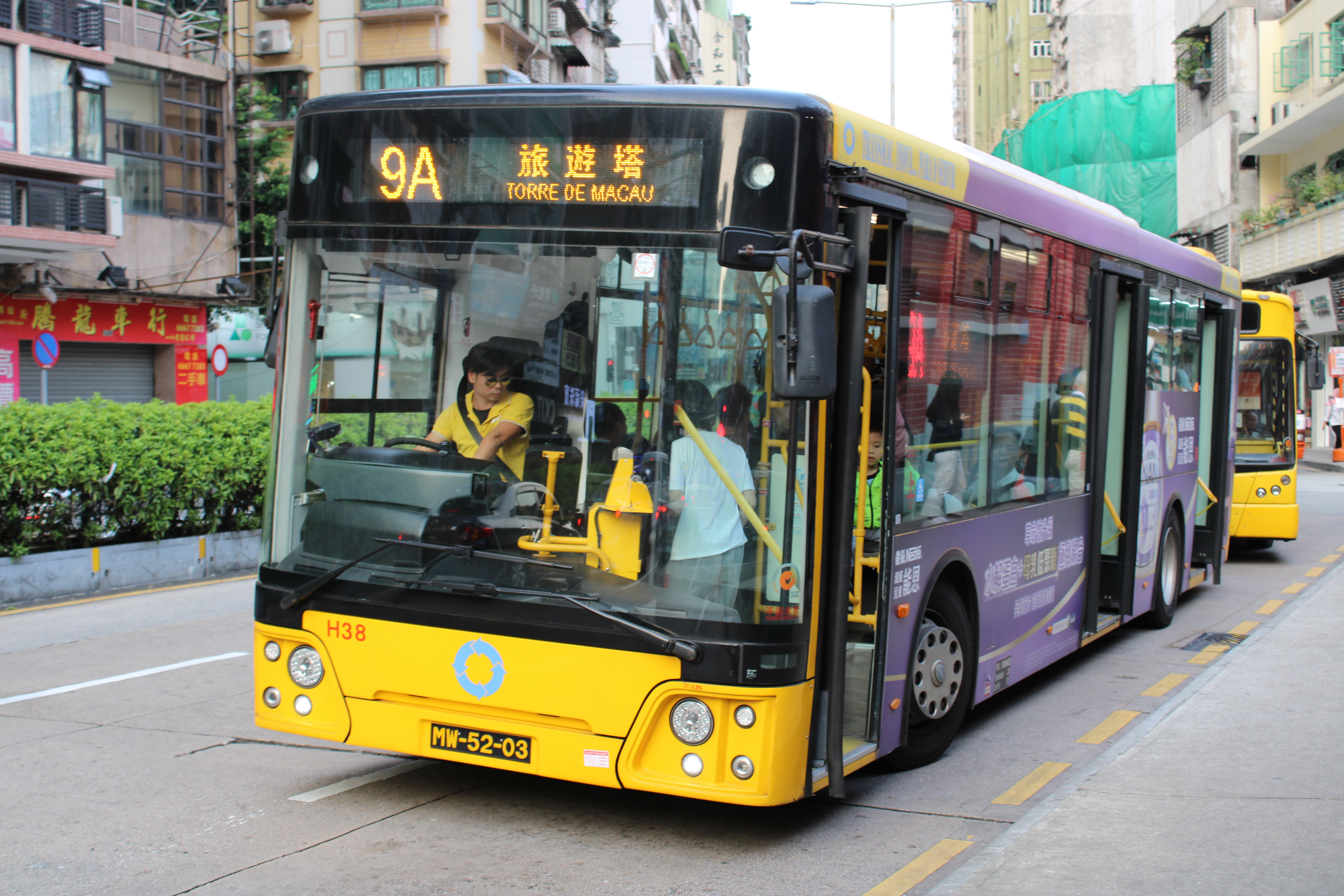
蘇州金龍KLQ6115GQ
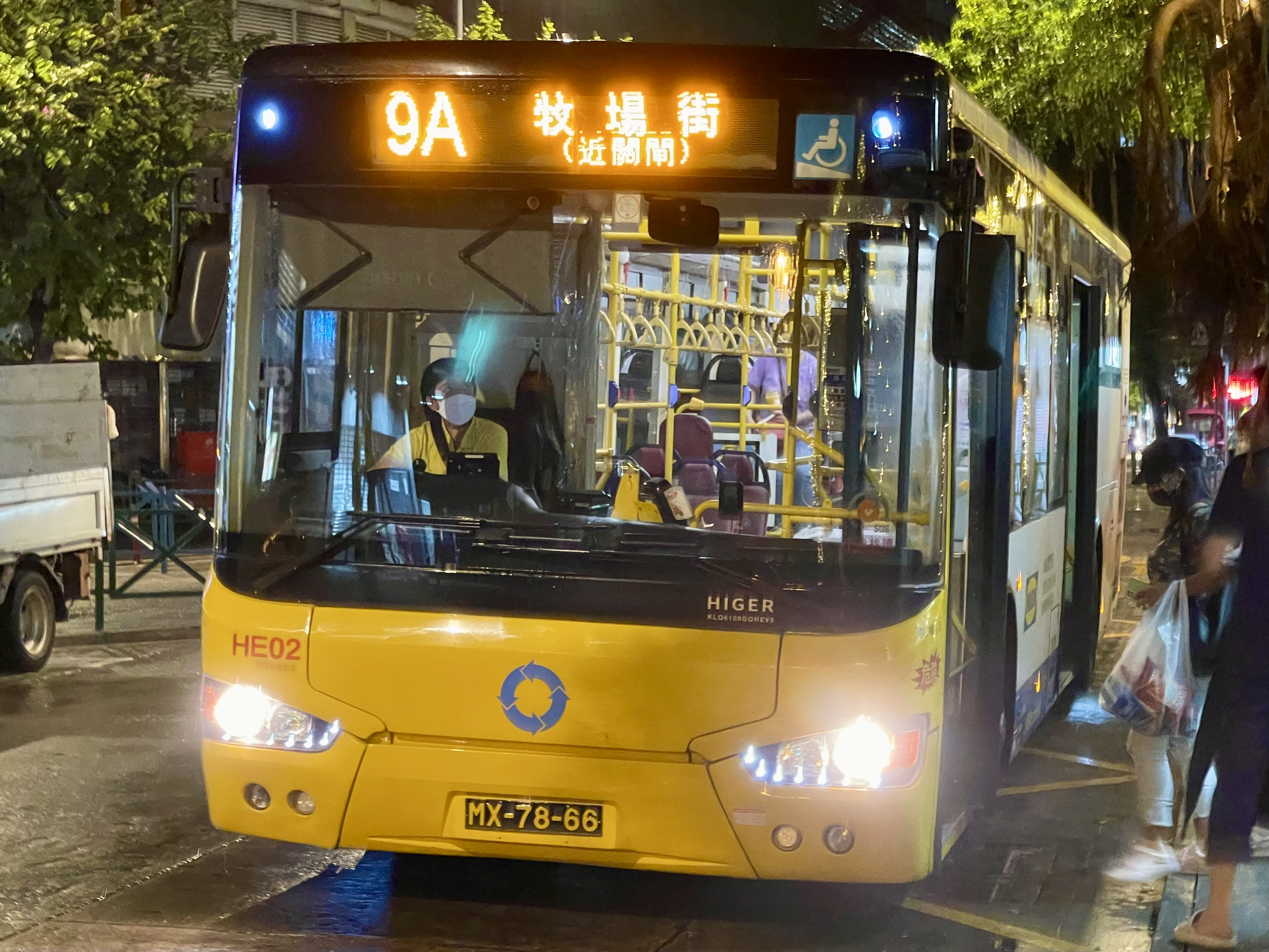
蘇州金龍KLQ6109GQHEV5
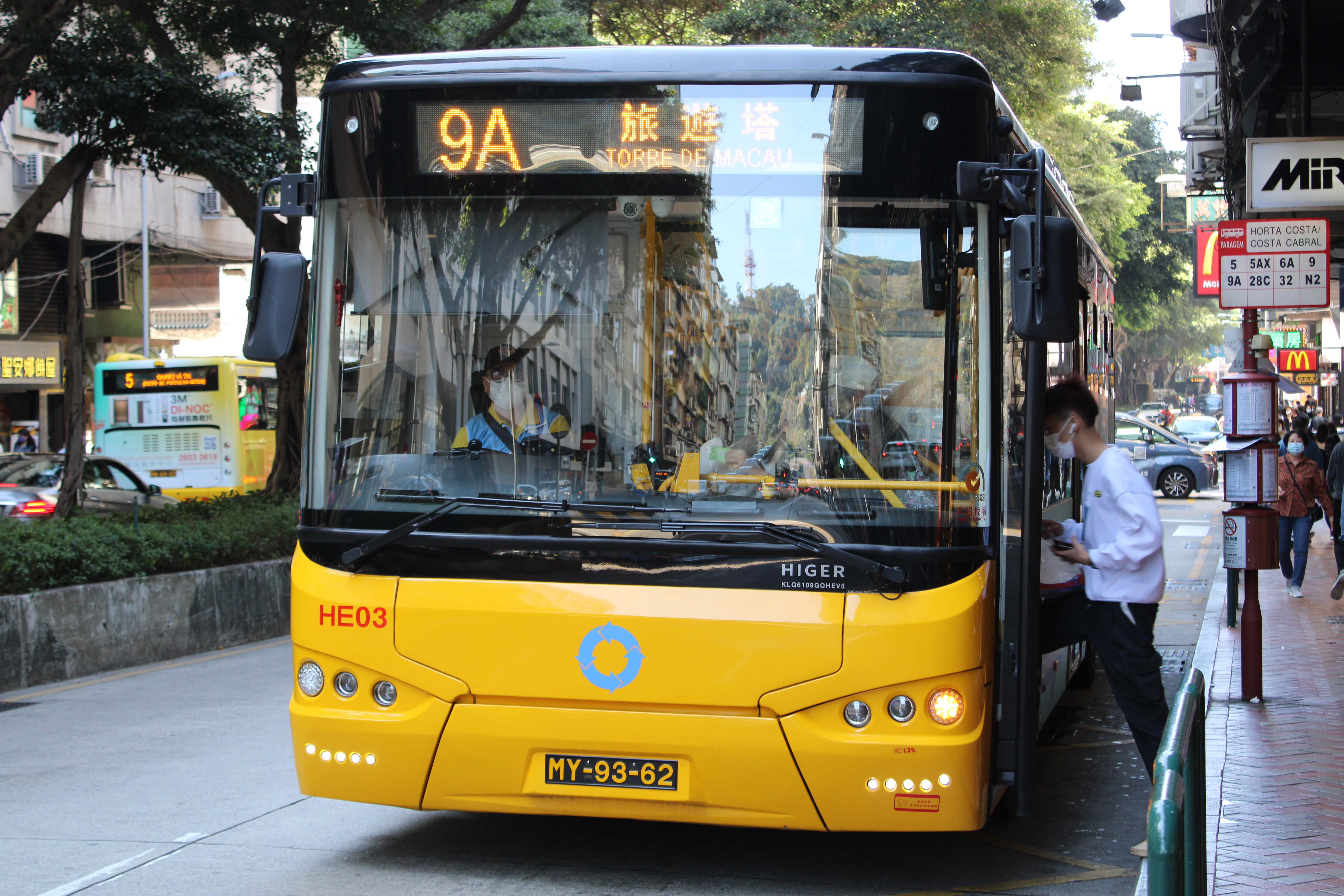
蘇州金龍KLQ6109GQHEV5
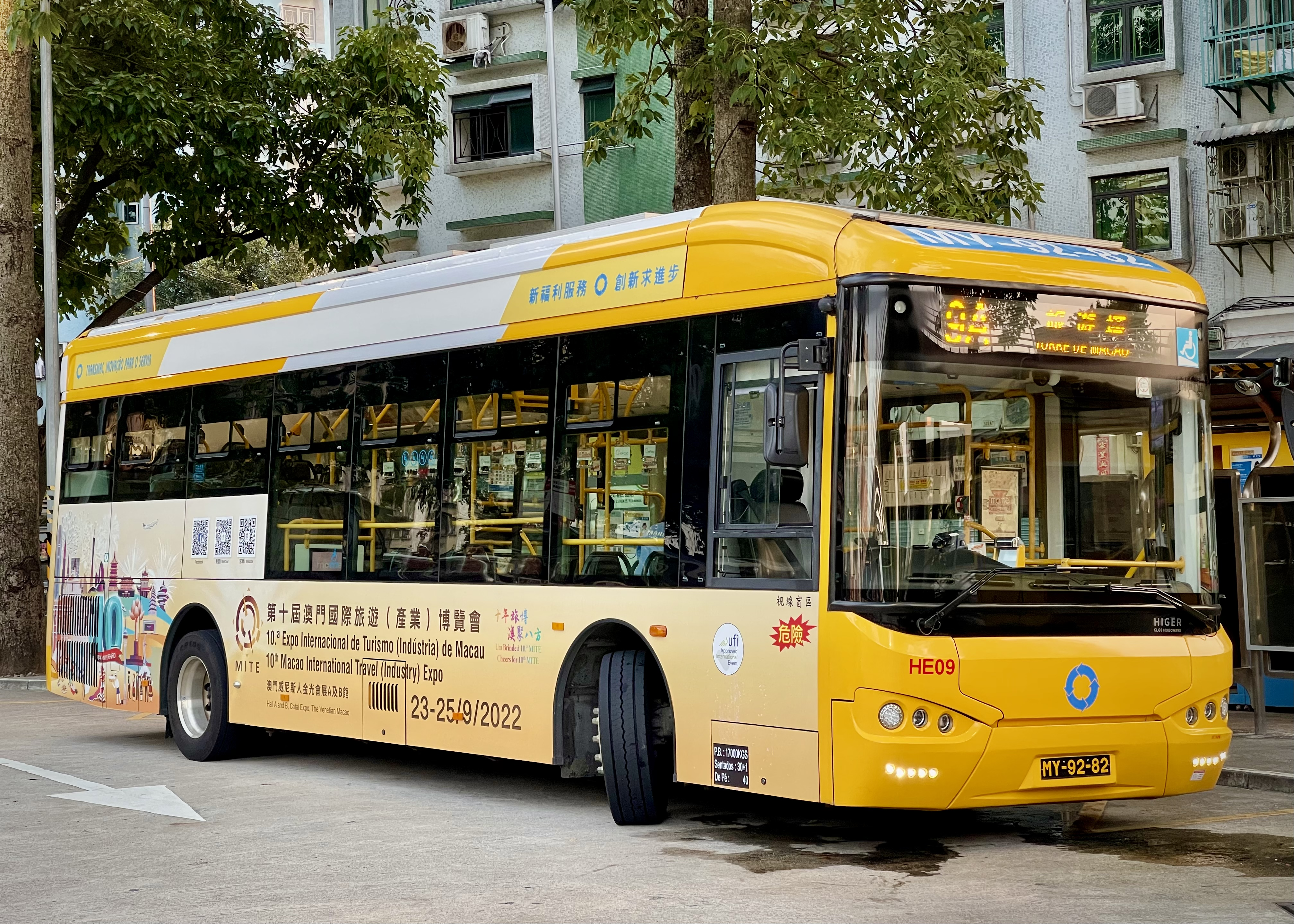
蘇州金龍KLQ6109GQHEV5
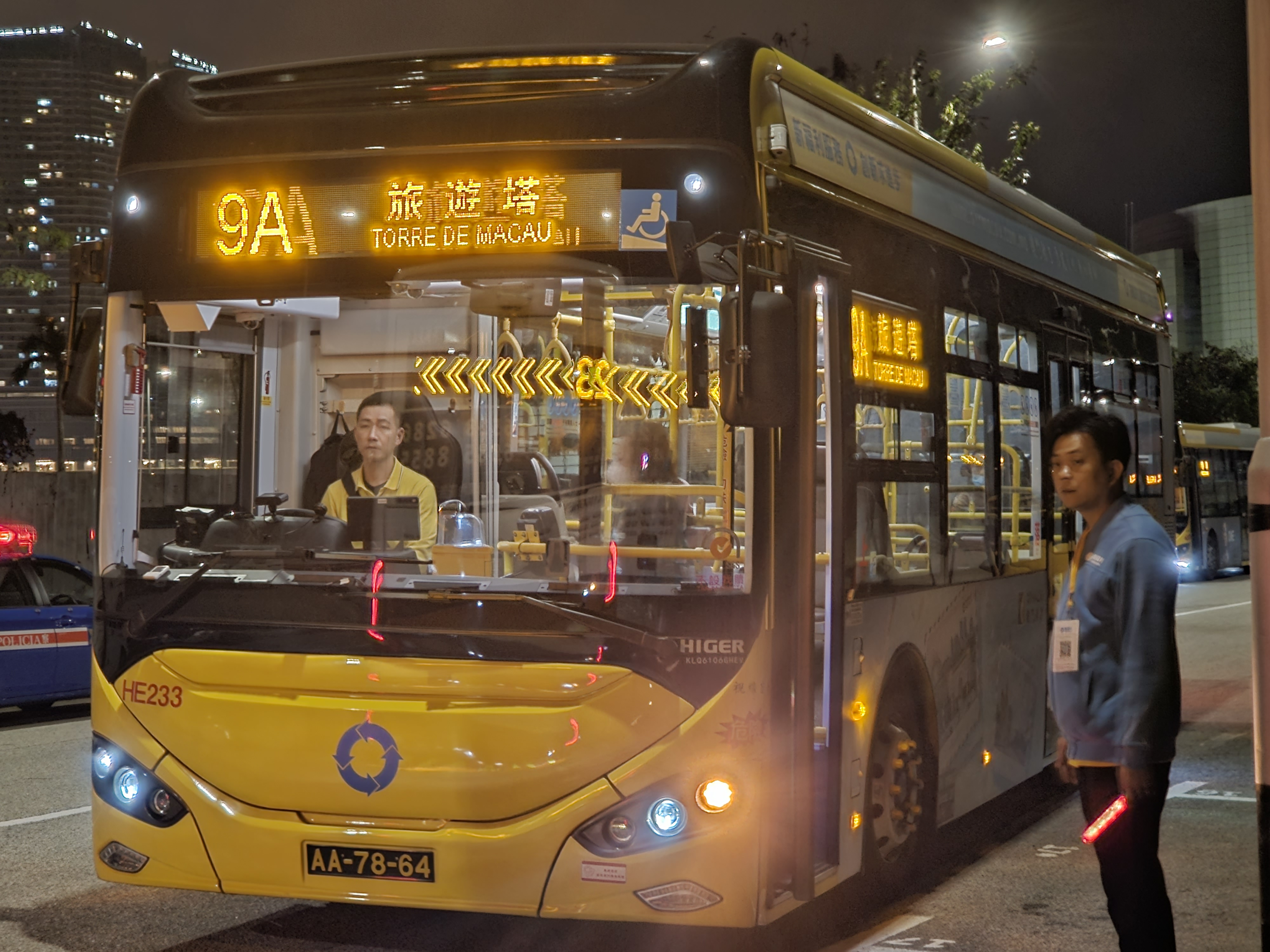
蘇州金龍KLQ6106GHEV
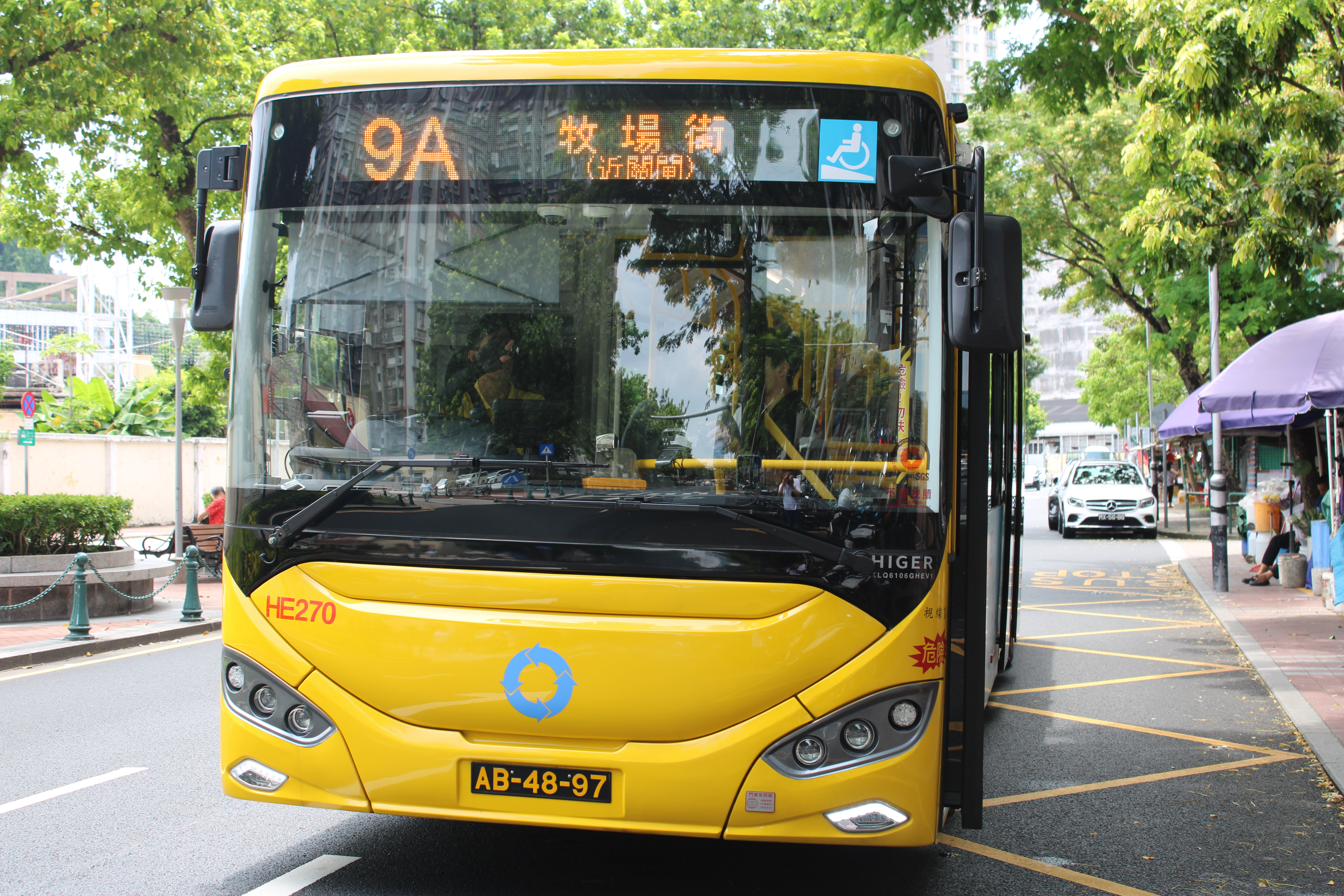
蘇州金龍KLQ6106GHEV1
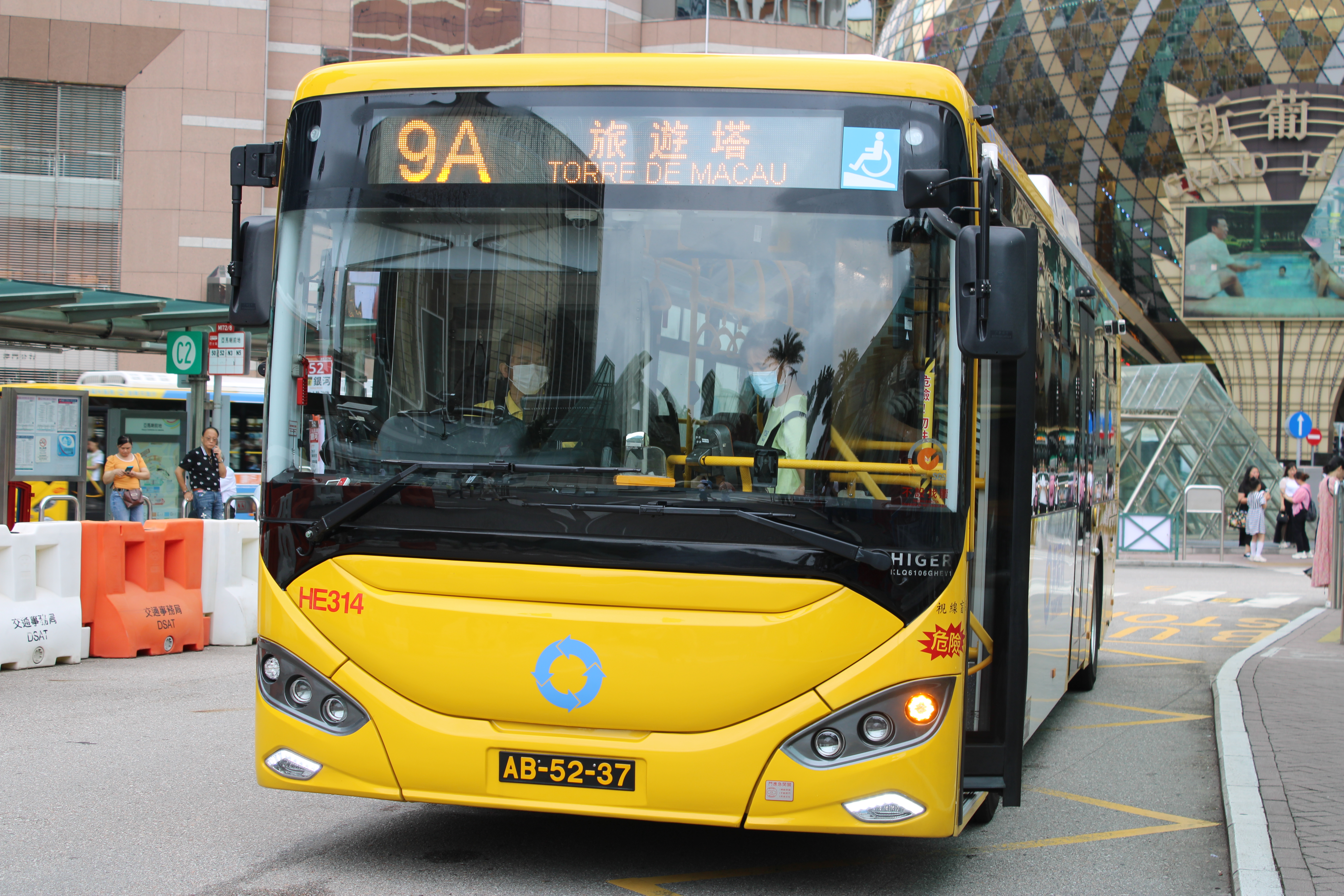
蘇州金龍KLQ6106GHEV1
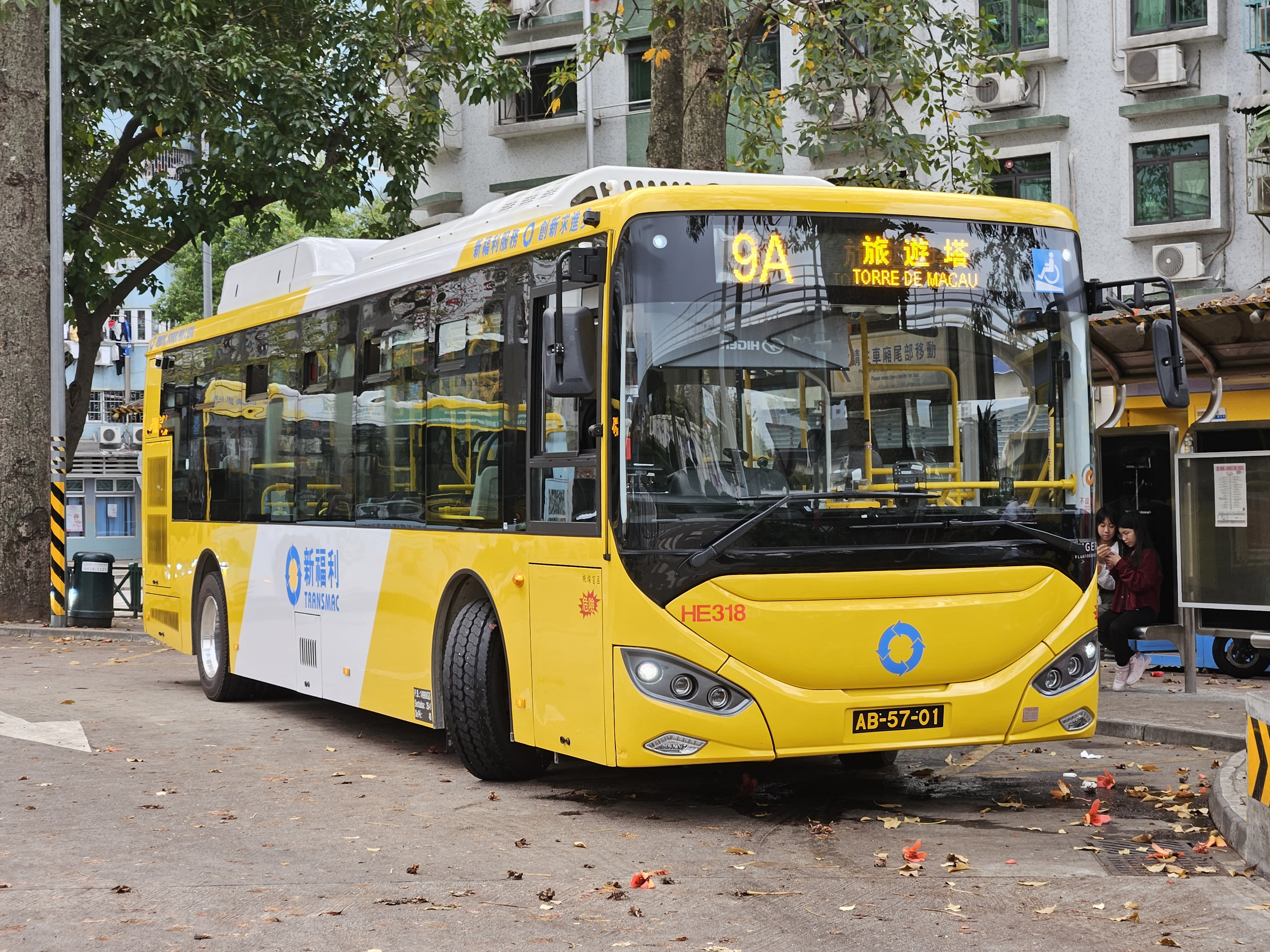
蘇州金龍KLQ6106GHEV1
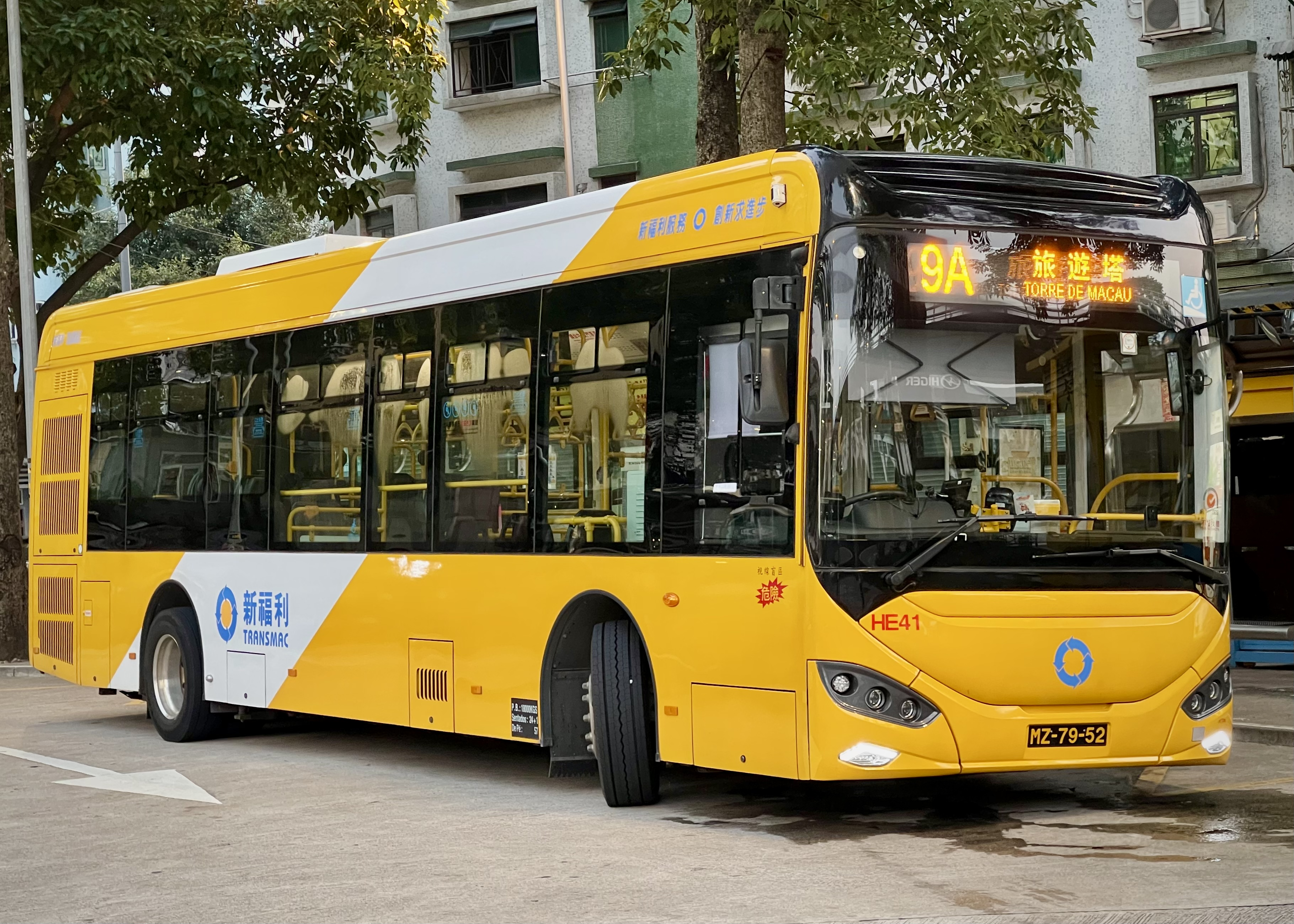
蘇州金龍KLQ6116GHEV
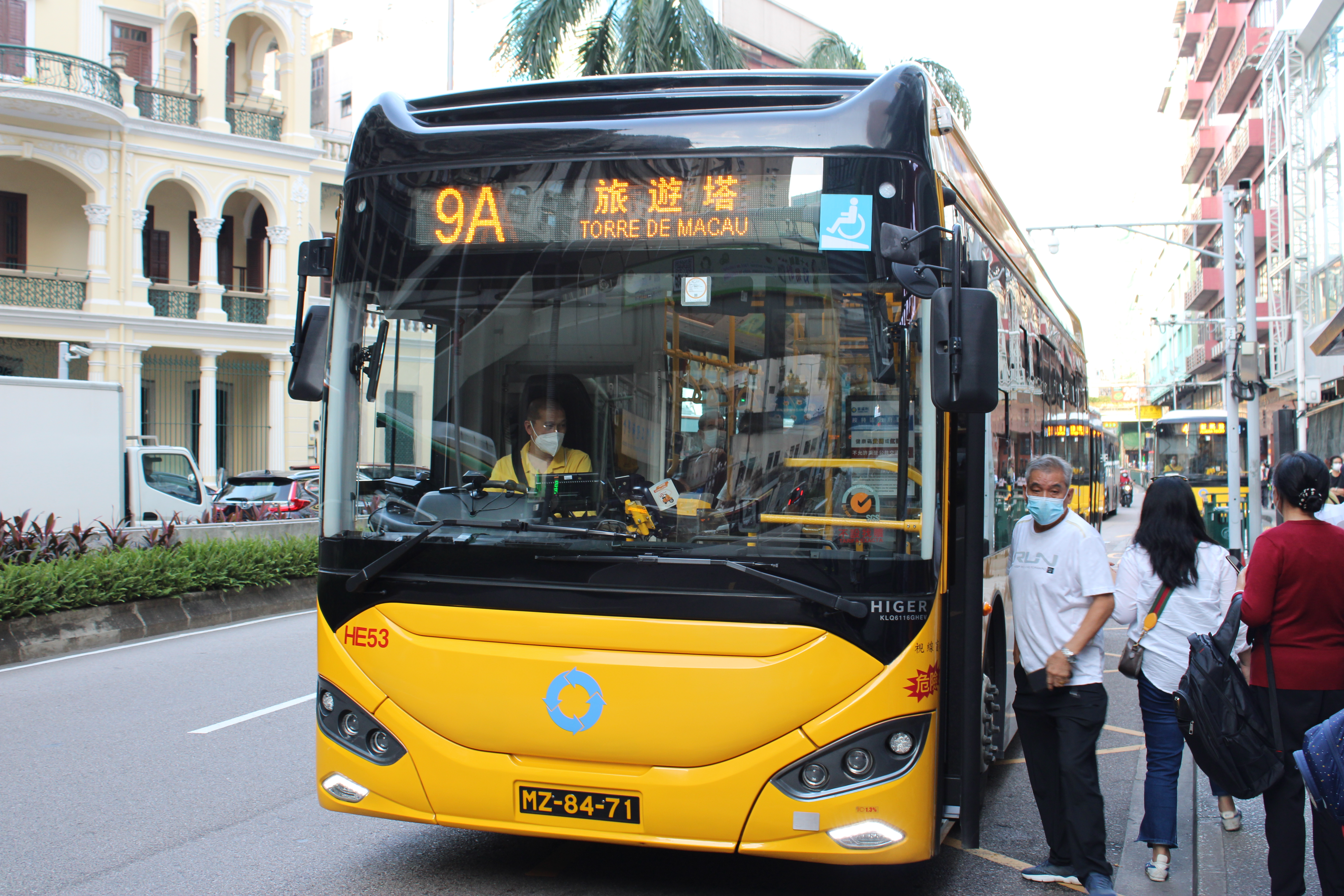
蘇州金龍KLQ6116GHEV
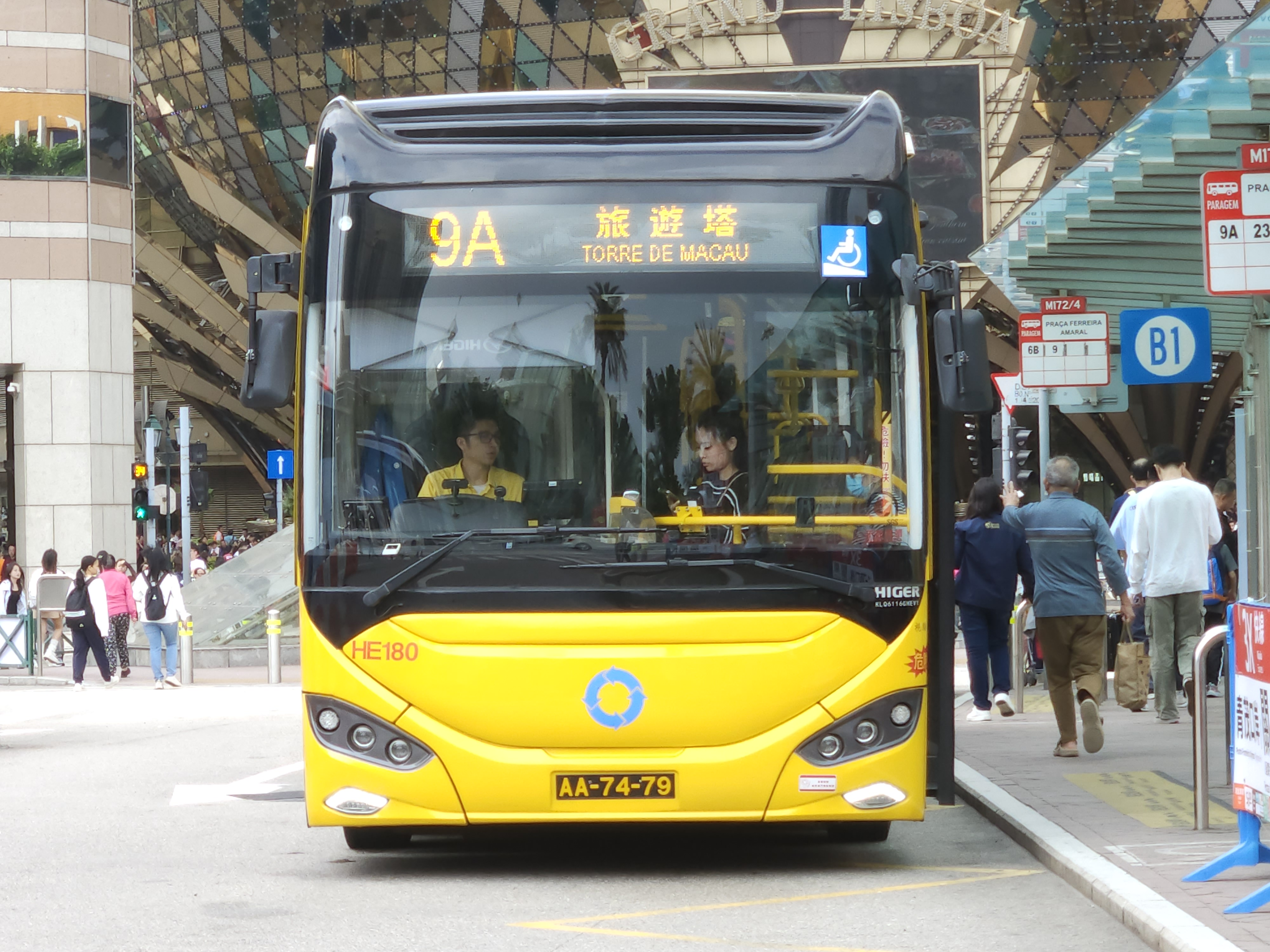
蘇州金龍KLQ6116GHEV1
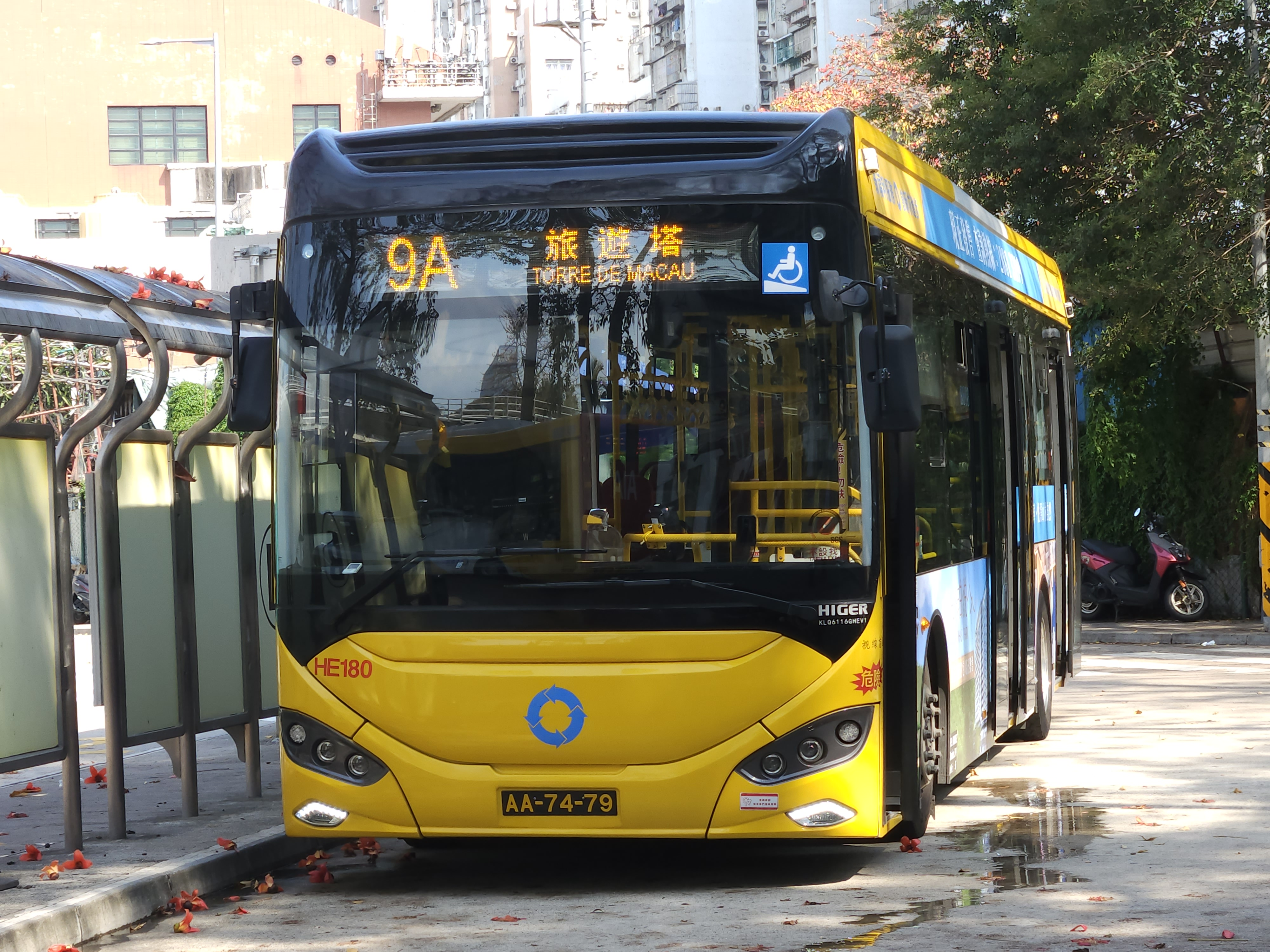
蘇州金龍KLQ6116GHEV1
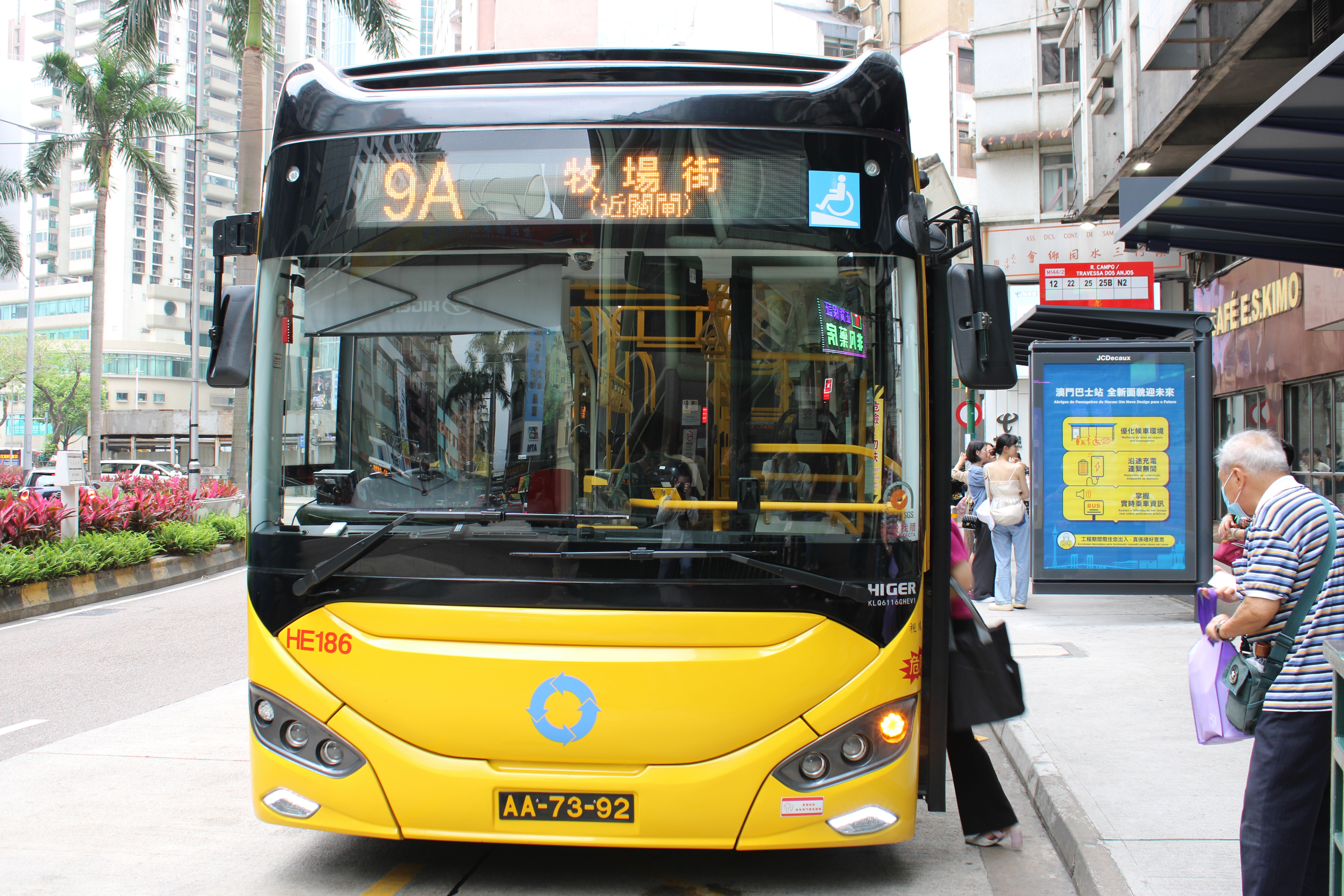
蘇州金龍KLQ6116GHEV1
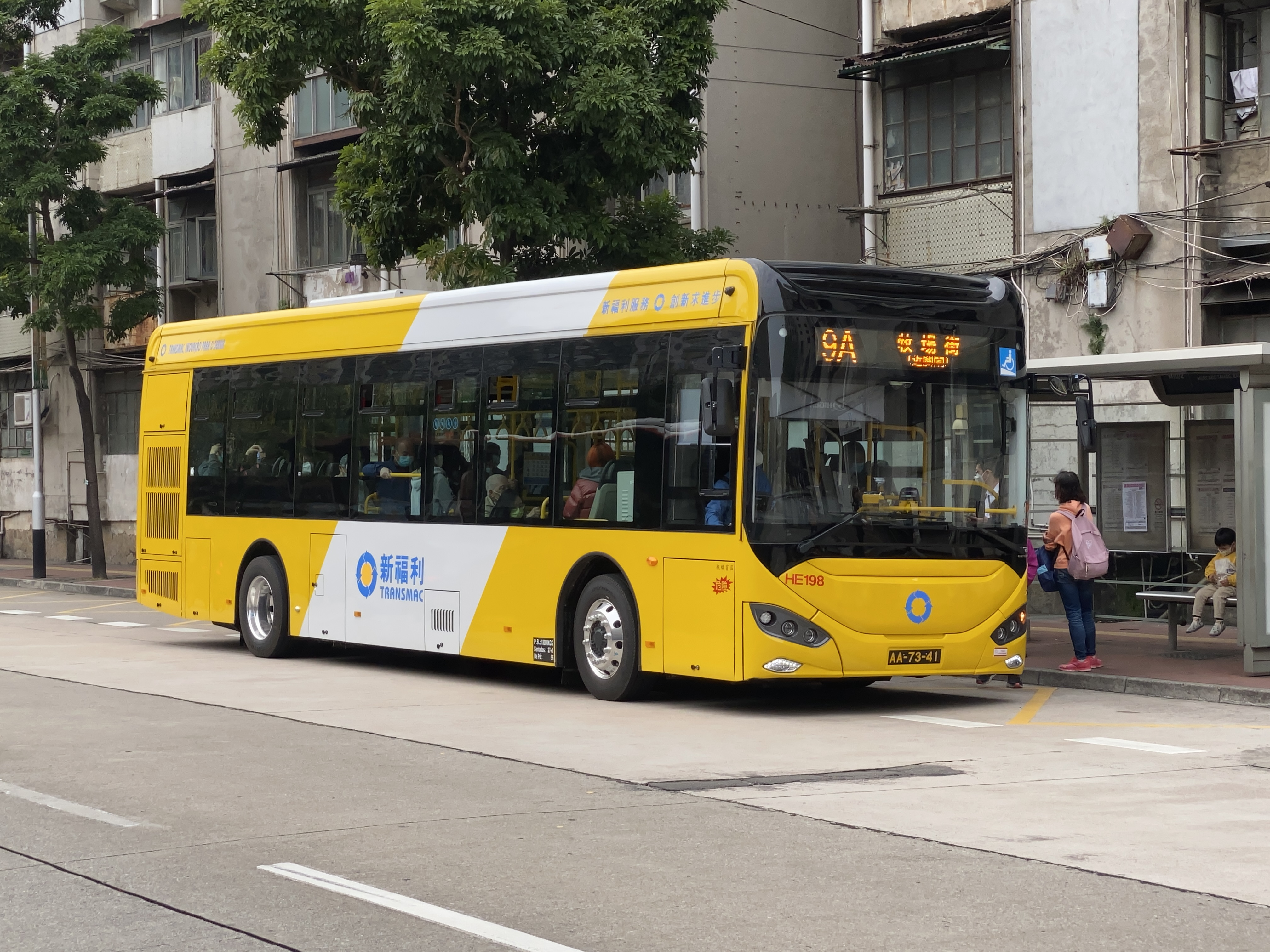
蘇州金龍KLQ6116GHEV1
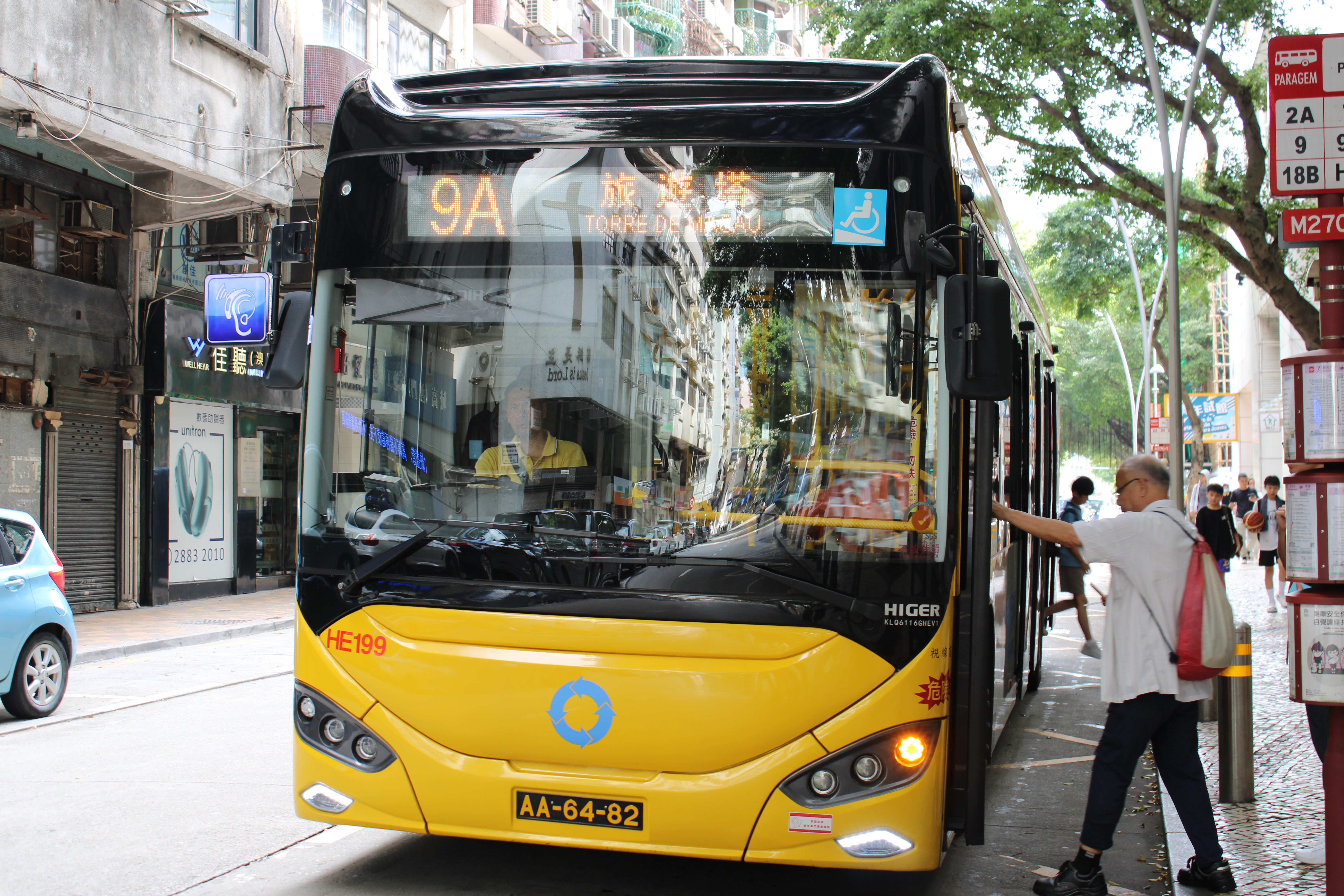
蘇州金龍KLQ6116GHEV1
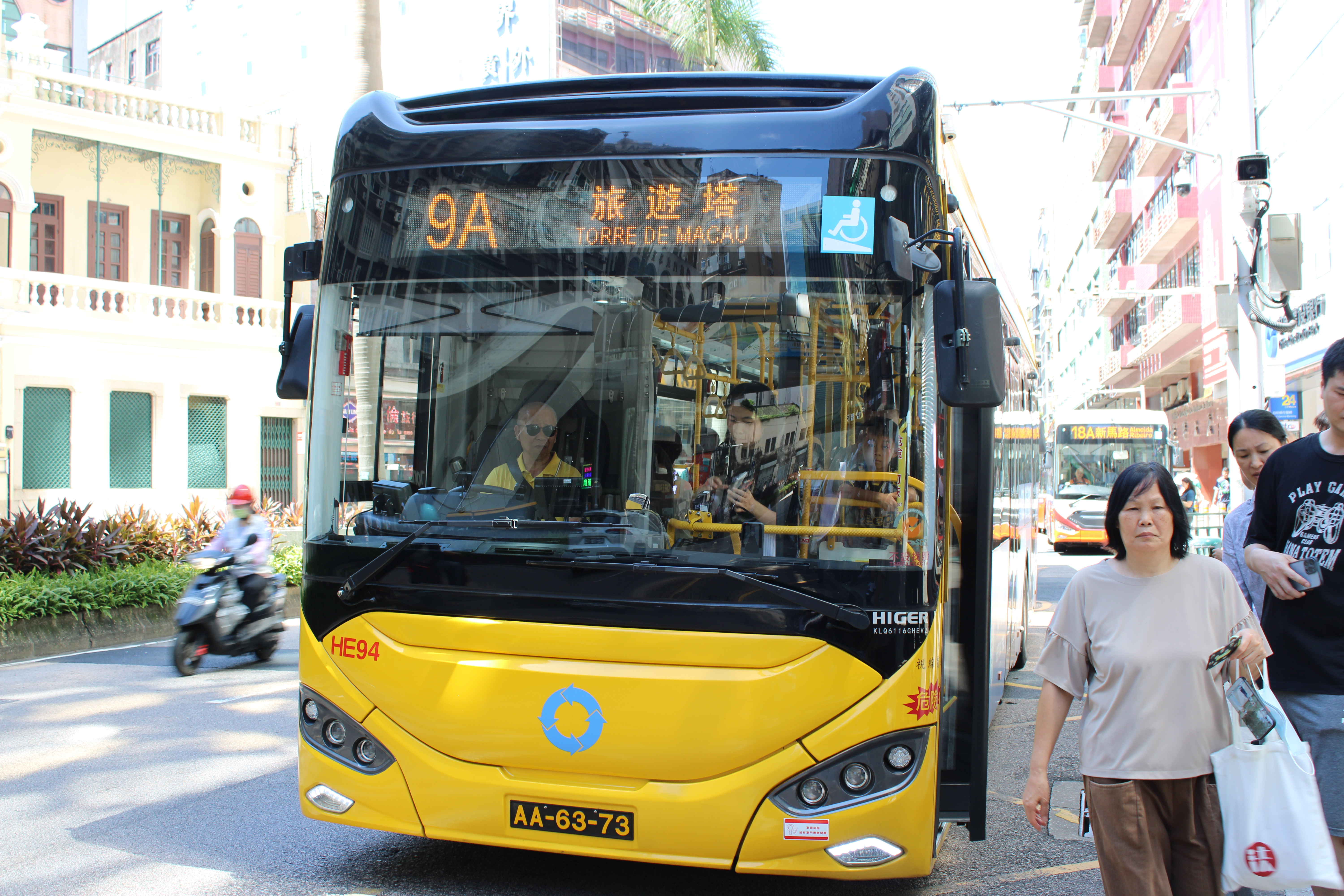
蘇州金龍KLQ6116GHEV2
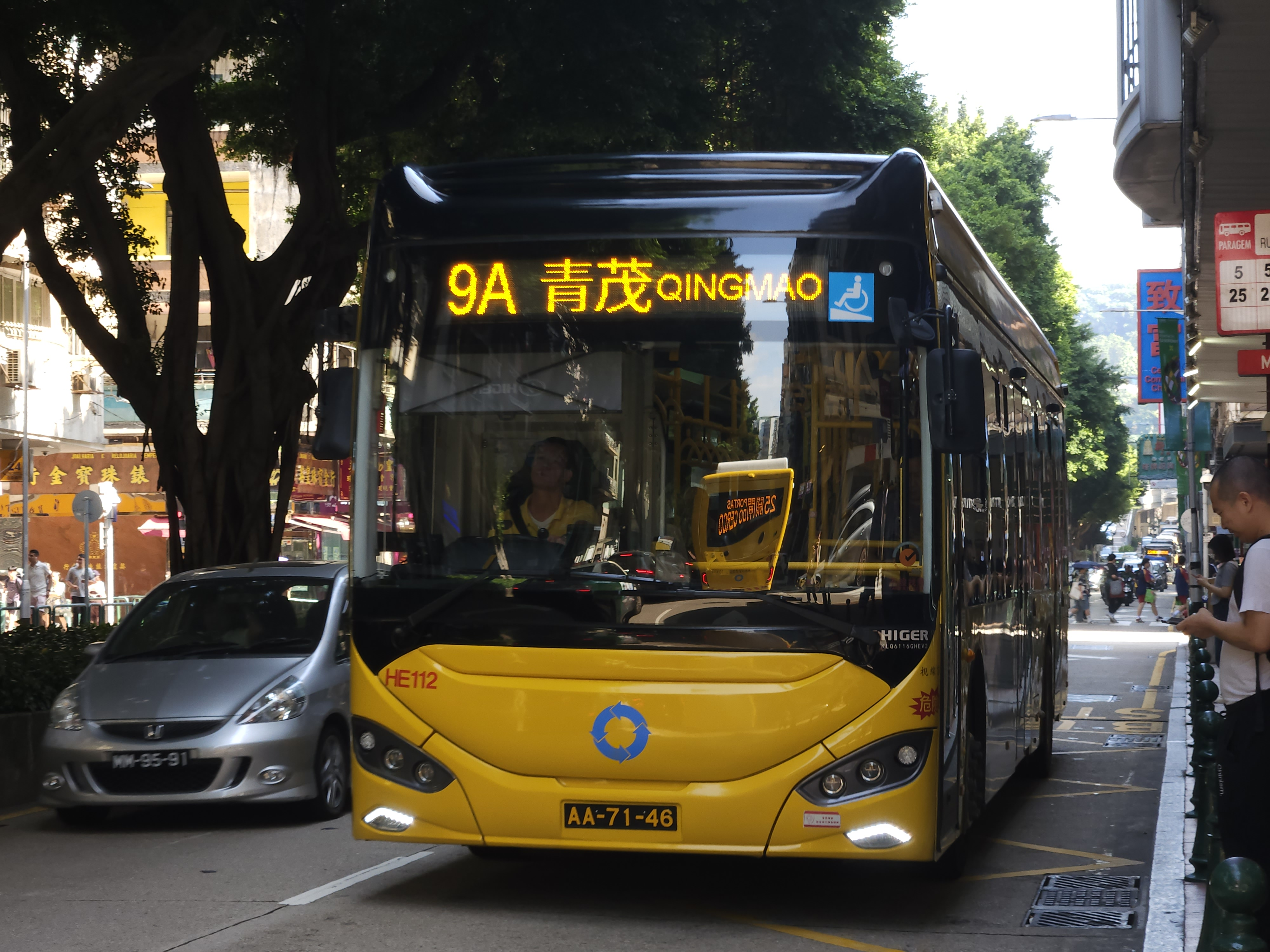
蘇州金龍KLQ6116GHEV2
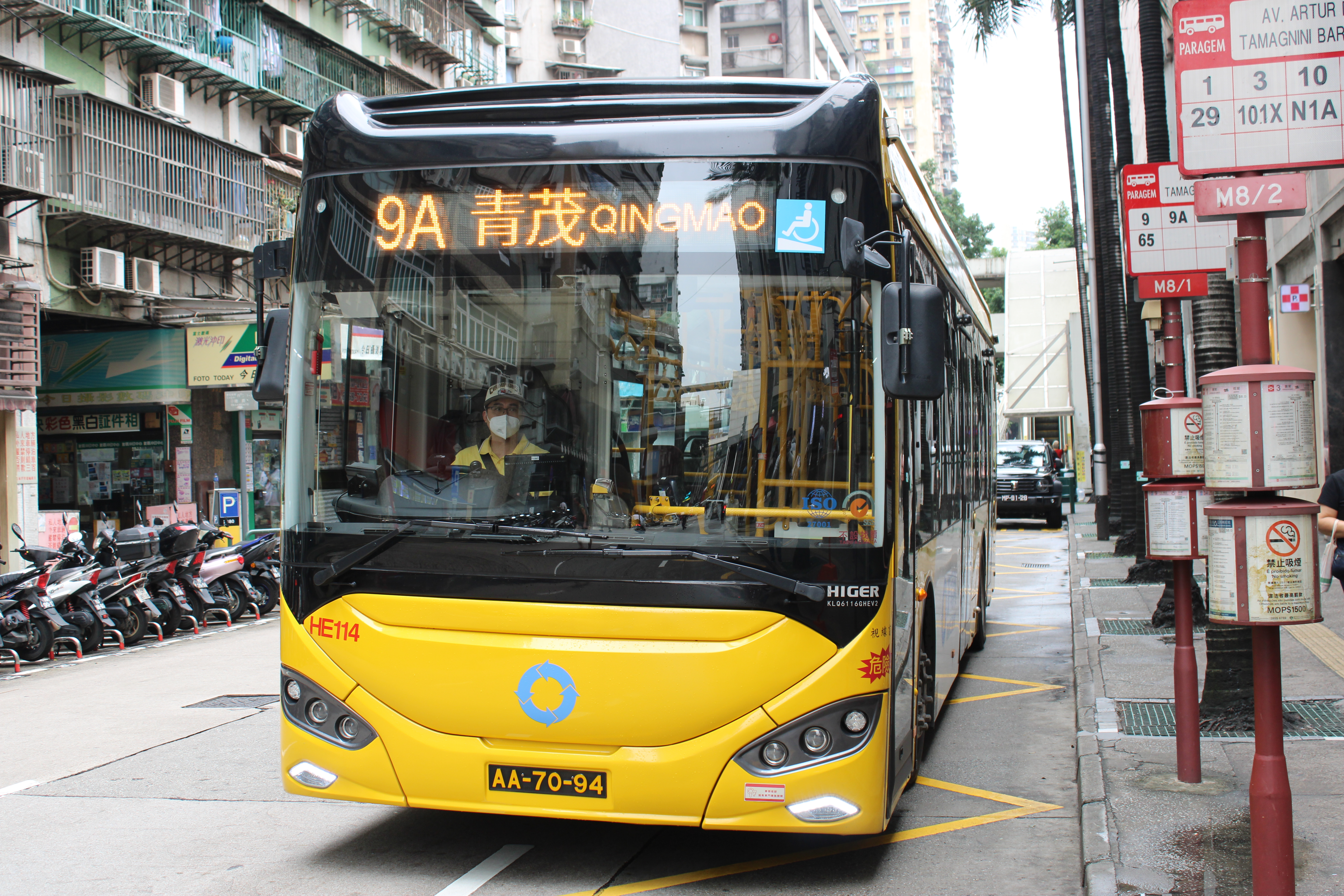
蘇州金龍KLQ6116GHEV2
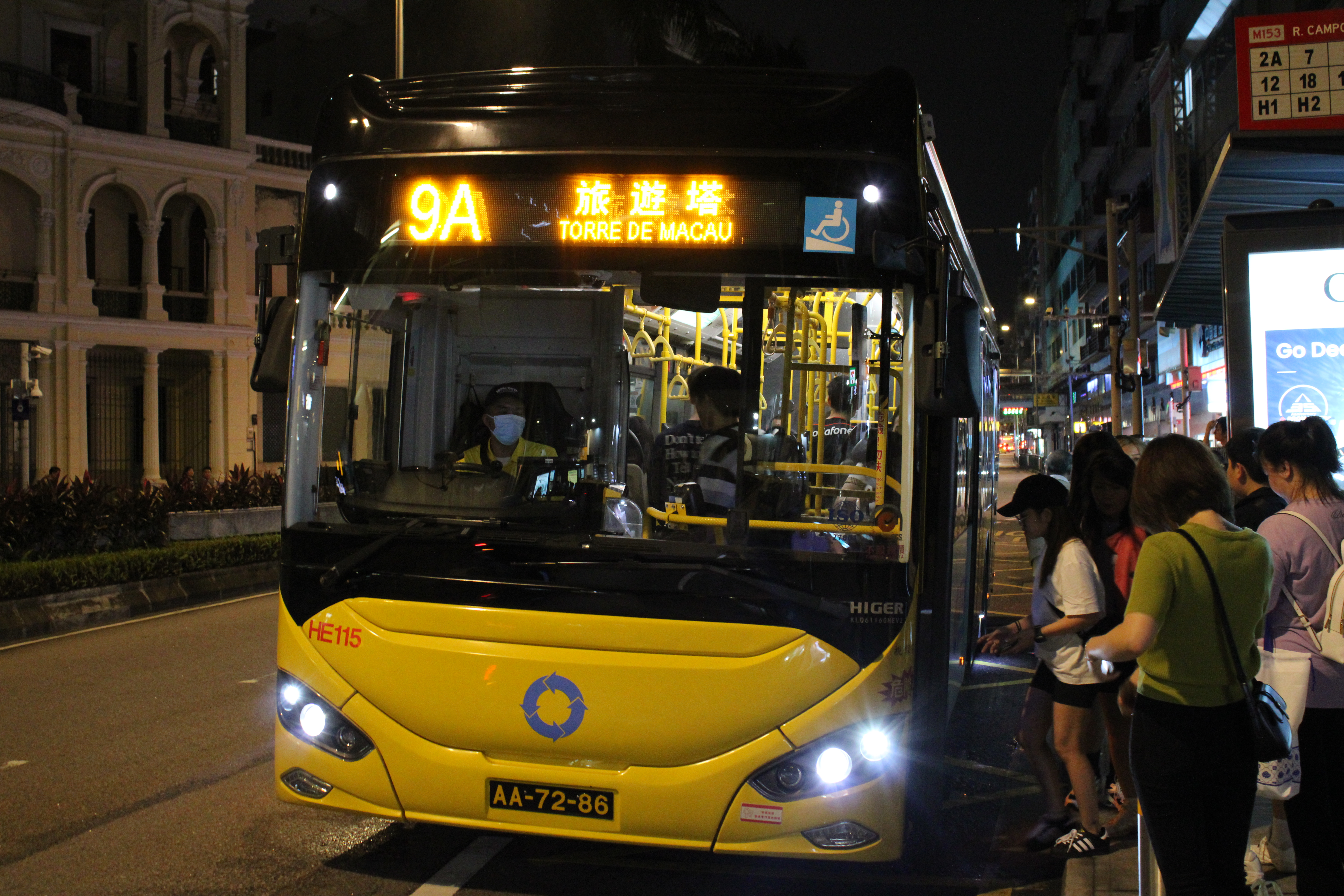
蘇州金龍KLQ6116GHEV2
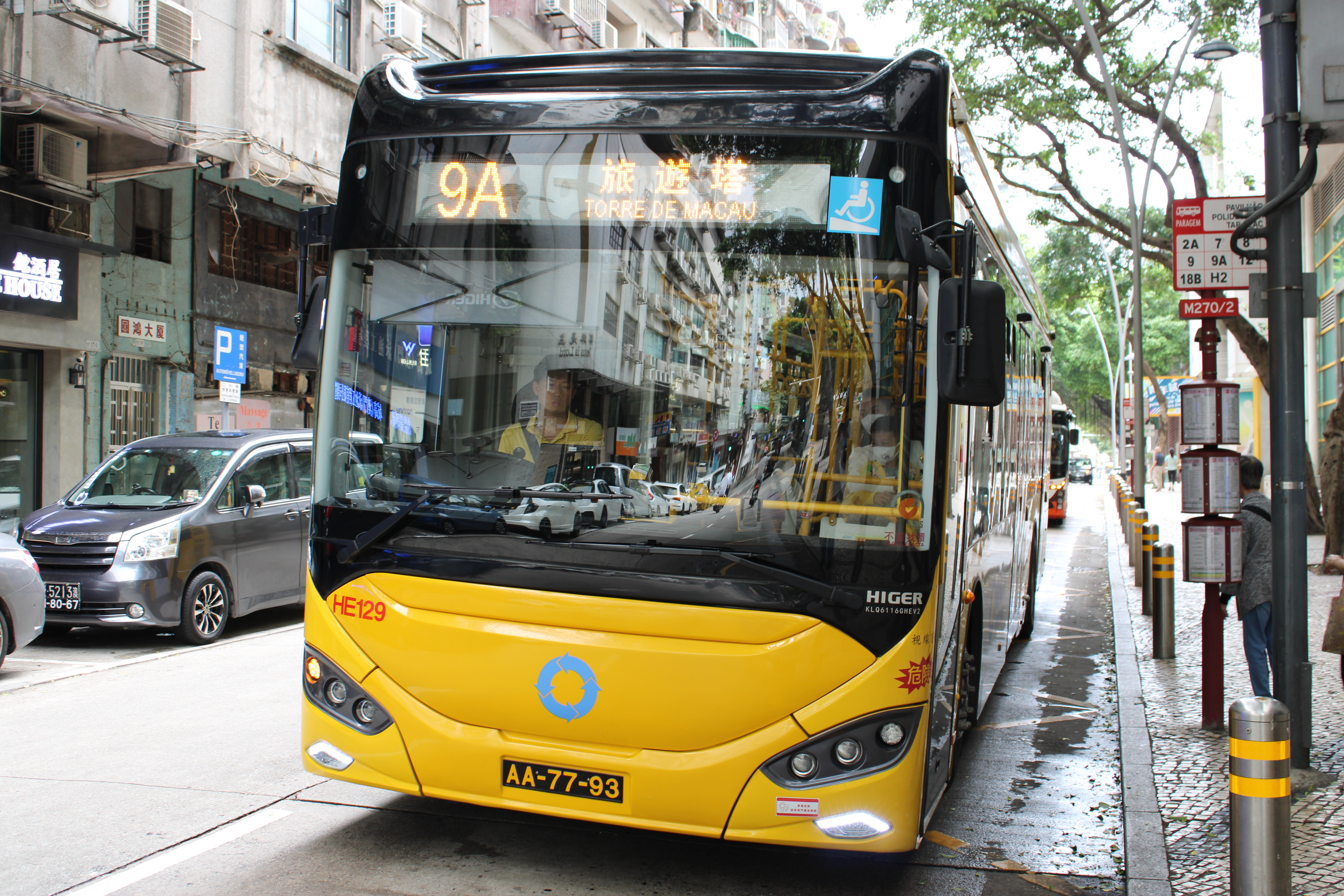
蘇州金龍KLQ6116GHEV2
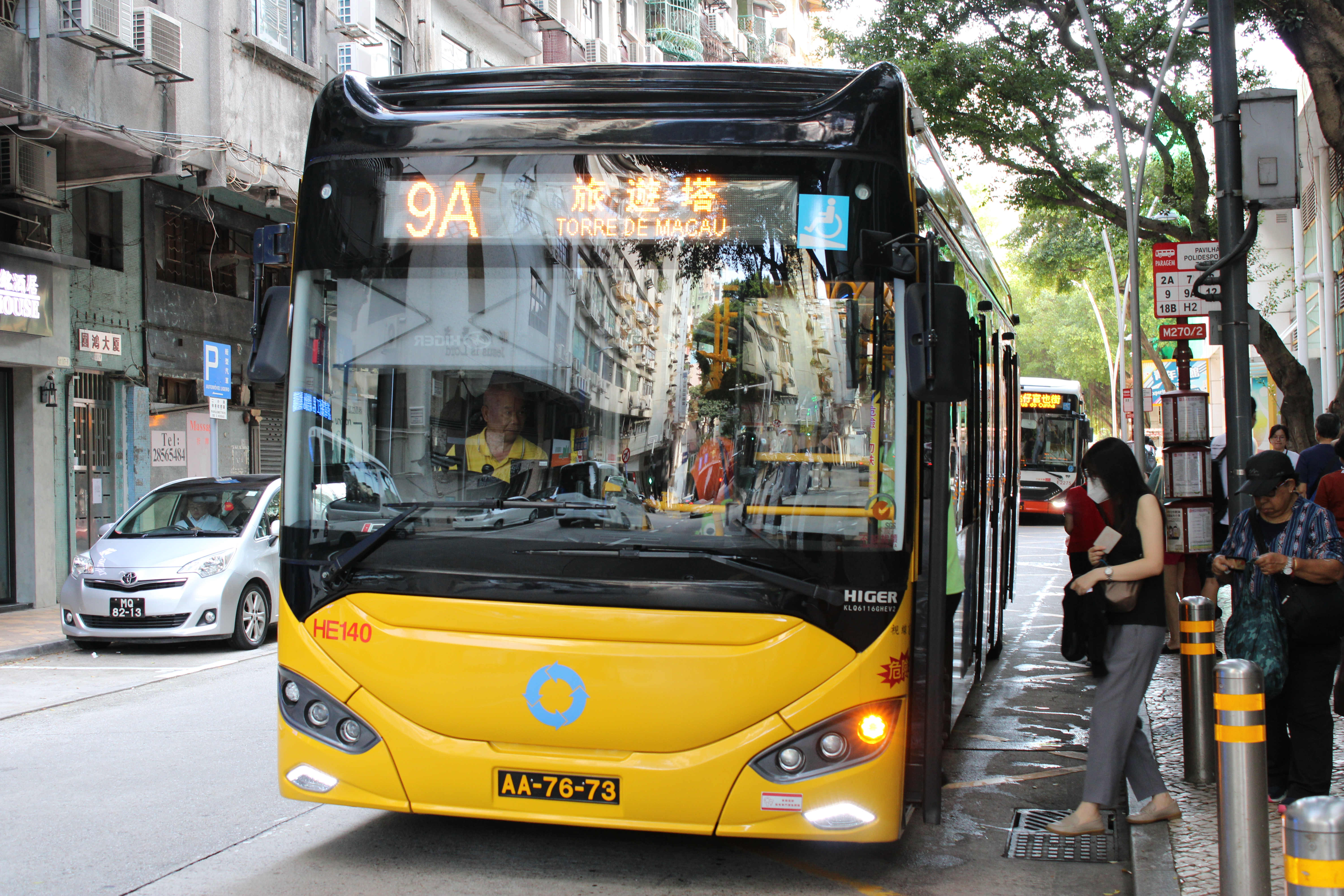
蘇州金龍KLQ6116GHEV2

## 外部連結
- 澳門新福利公共汽車有限公司（官方網站） （页面存档备份，存于）